# Guyana
Guyana, oficialmente la República Cooperativa de Guyana (en inglés, Co-operative Republic of Guyana), es un país ubicado en la costa norte de América del Sur, miembro de la Unasur, CELAC y miembro asociado del Mercosur. Georgetown es la capital de Guyana y también es la ciudad más grande del país. Guyana limita con el océano Atlántico al norte, Brasil al sur y suroeste, Venezuela al oeste y Surinam al este. Con una superficie terrestre de 214.969 km2, Guyana es el tercer estado más pequeño por área en América del Sur continental después de Uruguay y Surinam, y es el segundo estado menos poblado de América del Sur después de Surinam; también es uno de los países menos densamente poblados de la Tierra. El idioma oficial del país es el inglés, aunque una gran parte de la población es bilingüe en inglés y en las lenguas indígenas. Tiene una amplia variedad de hábitats naturales y una biodiversidad muy alta. El país también alberga una parte de la selva amazónica, la selva tropical más grande del mundo.
La región conocida como "las Guayanas" consiste en la gran masa continental al norte del río Amazonas y al este del río Orinoco conocida como la "tierra de muchas aguas". Nueve tribus indígenas residen en Guyana: los wai wai, macuxi, patamona, lokono, kalina, wapishana, pemón, akawayo y warao. Históricamente dominada por las tribus lokono y kalina, Guyana fue colonizada por los holandeses antes de quedar bajo control británico a fines del siglo XVIII. Se convirtió en la colonia inglesa de Guayana Británica, con una economía principalmente de estilo de plantación hasta la década de 1950. Obtuvo la independencia en 1966 y se convirtió oficialmente en una república dentro de la Mancomunidad de Naciones en 1970. El legado del colonialismo británico se refleja en la administración política del país, la lengua franca y la diversa población, que incluye indios, africanos, indígenas, chinos, portugueses, otros europeos y varios grupos multirraciales.
Guyana es la única nación continental de América del Sur en la que el inglés es el idioma oficial. Sin embargo, la mayoría de la población habla criollo guyanés, una lengua criolla basada en el inglés, como primera lengua. Guyana es parte del Caribe anglófono. Es parte de la región del Caribe continental que mantiene fuertes vínculos culturales, históricos y políticos con otros países del Caribe, además de servir como sede de la Comunidad del Caribe (CARICOM). En 2008, el país se unió a la Unión de Naciones Suramericanas como miembro fundador.
Aproximadamente las tres cuartas partes del territorio del país son reclamadas por Venezuela, específicamente 159 542 km², lo que representa el 74,21 % del territorio, zona llamada por esta como Guayana Esequiba. Su otro vecino, Surinam, reclama para sí una parte del territorio oriental al sureste del país, concretamente unos 15 600 km² denominada Región de Tigri, lo que representa actualmente el 7,26 % del país.
En 2017, el 41% de la población de Guyana vivía por debajo del umbral de pobreza. La economía de Guyana ha estado experimentando una transformación desde el descubrimiento de petróleo crudo en 2015 y la perforación comercial en 2019, con su economía creciendo un 49% en 2020, lo que la convierte, según algunas estimaciones, actualmente en la economía de más rápido crecimiento del mundo. Como se dice que tiene 11 mil millones de barriles en reservas de petróleo, el país se convertirá en uno de los mayores productores de petróleo per cápita del mundo para 2025. El descubrimiento de más de 11 mil millones de barriles de reservas de petróleo en la costa de Guyana desde 2017 es la mayor adición a las reservas mundiales de petróleo desde la década de 1970. Guyana ahora está clasificada como la que tiene el cuarto PIB per cápita más alto en las Américas después de Estados Unidos, Canadá y las Bahamas, y ha sido uno de los países con mayor mejora en la clasificación del Índice de Desarrollo Humano desde 2015. Según el Banco Mundial, en 2023 todavía existe una pobreza muy significativa y el país enfrenta riesgos significativos en la gestión estructural de su crecimiento.

## Etimología
Los primeros habitantes de la actual Guyana de los que hay constancia fueron los arahuacos, que la denominaron Guyana o tierra de agua por tener terrenos húmedos y costas tupidas de manglares y pantanos. Los arahuacos fueron desalojados por los caribes, que dominaron gran parte de la región y luego se desplazaron hacia las islas del mar Caribe, que tomó su nombre de ellos.

## Historia

### Período precolonial
Los arahuacos y los kalinagos (caribes) estuvieron entre los primeros habitantes del territorio. Eran nómadas organizados en familias de 15 o 20 integrantes, y vivían de la caza y de la pesca de tiburones. A la llegada de los europeos a Guyana había 500 000 habitantes (estimaciones más moderadas la reducen a aproximadamente 20 000 a 30 000; el territorio no habría podido mantener a medio millón, una cantidad solo un poco menor a la población total en la actualidad). Hoy quedan cerca de 45 000 originarios, divididos en nueve grupos étnicos, de los cuales solo siete mantienen su identidad y cultura tradicionales.

### Colonización española
Las desembocaduras del Esequibo y el Orinoco, y toda la costa de Guayana fue conocida y explorada por Alonso de Ojeda y Pedro Alonso Niño, que llegaron a Demerara en 1499, como queda referido por Juan de la Cosa, quien cartografió además la zona. El punto en el que tocaron tierra fue llamado Cabo de San Alonso.
Entre 1530 y 1531, Diego de Ordás conquista y coloniza toda la costa guayanesa, y en 1594 España toma posesión oficialmente de la provincia de Guayana, que comprendía la Guayana Esequiba actualmente reclamada por Venezuela. Se cree que hasta la invasión holandesa de 1615, más de 2000 colonos españoles ocuparon este territorio (nuevamente las estimaciones más moderadas la reducen a un máximo de cien o poco más colonos hispanos y el resto hasta 2000 serían indios o mestizos civilizados venidos de la actual Venezuela).

### Colonización neerlandesa
Impulsados por la leyenda de El Dorado, la Compañía Neerlandesa de las Indias Occidentales construyó en el año 1616 el primer fuerte de Guyana, que entonces comprendía tres colonias: Demerara, Barbiezos y Esequibo. A mediados del siglo XVIII los británicos habían comenzado una introducción masiva de esclavos africanos para trabajar en las plantaciones de la costa. En 1763, el africano Cuffy (actual héroe nacional), encabezó una rebelión en Barbiezos que fue reprimida sangrientamente. En septiembre de 1777 Luis de Unzaga y Amézaga creó la Capitanía General de Venezuela y en dicho territorio integró la región de Guayana. Poco después envió expediciones lideradas por el también malagueño Manuel Centurión, para colonizarla y comprobar la no existencia de tropas británicas, que huyeron ante el Plan de Defensa de Unzaga y el ingeniero Crame. Posteriormente el capitán general Unzaga nombró a Manuel Centurión como gobernador de Guayana y le dio instrucciones para colonizar diversos pueblos y permitir el librecomercio, dinamizando su economía.

### Colonización inglesa

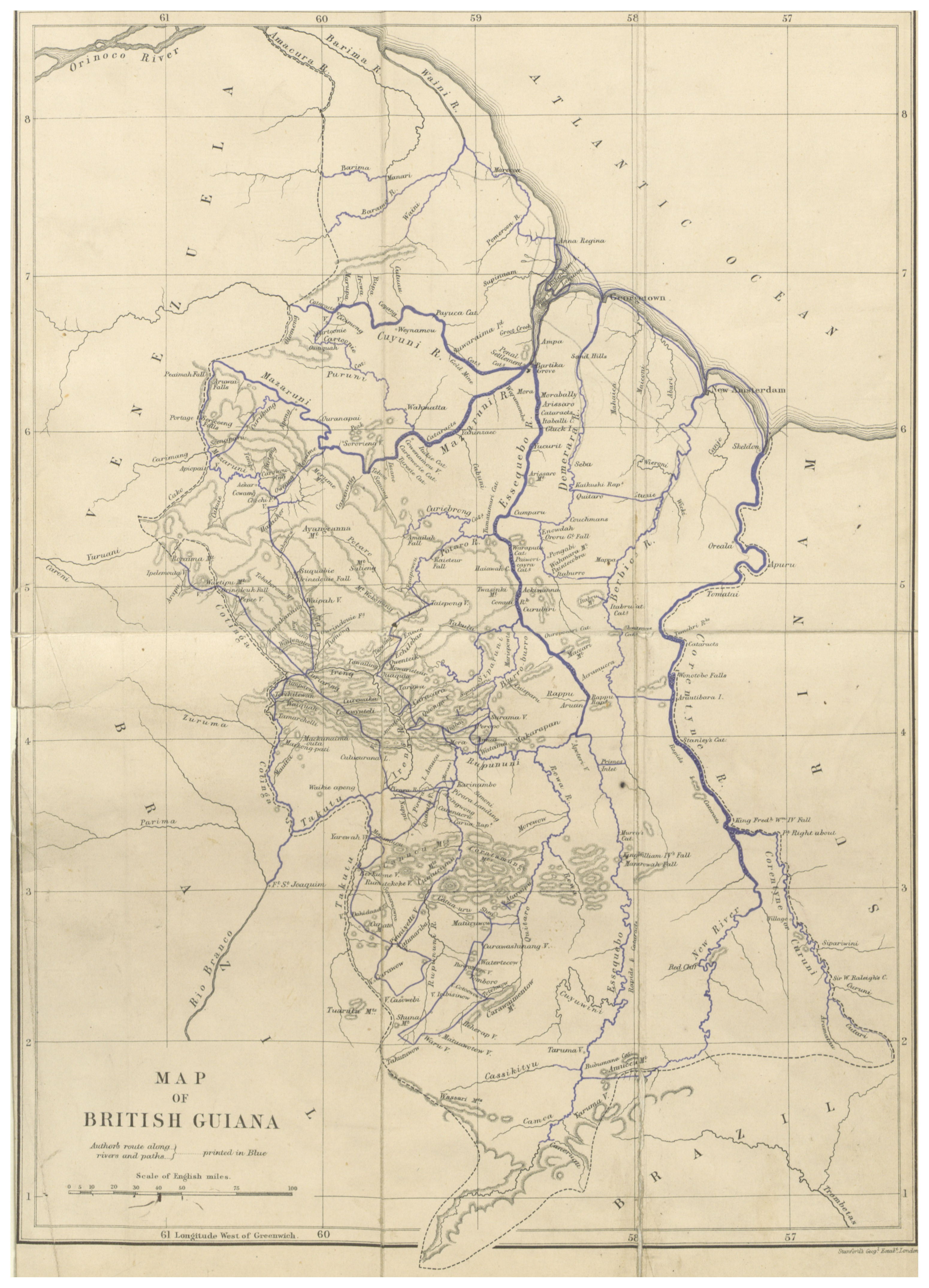
Mapa de la reclamaciones de la Guayana británica en 1876

En 1796, prácticamente la mitad de la Guayana Neerlandesa fue tomada por los ingleses. Las colonias de Esequibo, Demerara, y Barbiezos fueron cedidas oficialmente al Reino Unido en el Tratado Anglo-Neerlandés de 1814 y en el Congreso de Viena en 1815. En 1831 se consolidaron como Guayana Británica. Los esclavos que escapaban de las plantaciones se iban a vivir a las selvas con los lugareños. El mestizaje racial y cultural dio origen a los denominados cimarrones. A estos grupos se sumaron los chinos, javaneses e indios, traídos por los ingleses como mano de obra barata. Los ideales independentistas lograron canalizarse a partir de 1950 con el Partido Popular Progresista (PPP); un programa de independencia nacional y de mejoras sociales, y a largo plazo, de transformación socialista de la sociedad. El plan fue llevado a cabo por Cheddi Jagan por tres períodos sucesivos en el cargo de primer ministro (1953-1961).

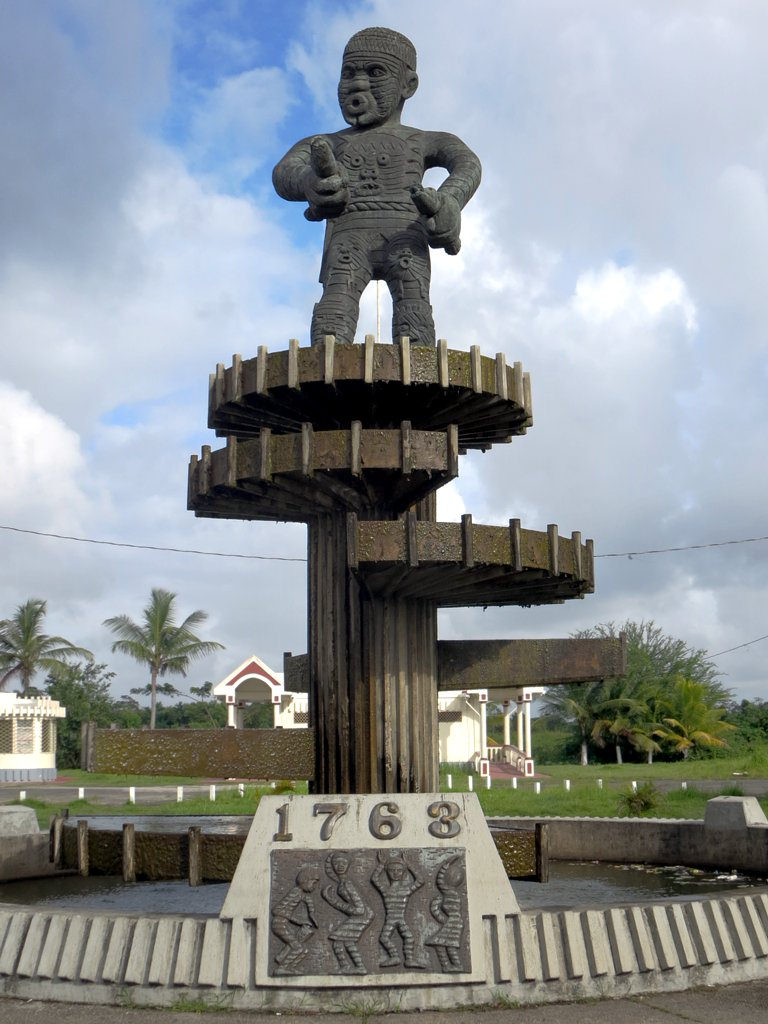
Monumento conmemorativo de la rebelión de Esclavos de 1763 en la Plantación de Bernice

En 1953, una nueva constitución estableció el sufragio universal. Las elecciones de abril de 1953 dieron la mayoría al Partido Popular Progresista, que fue juzgado demasiado a la izquierda por el Colonial Office. Una de las primeras leyes del nuevo Gobierno fue la obligación de las empresas de reconocer el derecho sindical. Se envían tropas y se suspende la Constitución. La Oficina de la Colonia justifica esta decisión afirmando que «el Gobierno británico ha decidido que la Constitución de Guyana debe ser suspendida para evitar la subversión comunista del Gobierno y una crisis peligrosa en el orden público y los asuntos económicos».
En 1963, el Gobierno progresista del primer ministro Cheddi Jagan resistió a un intento de golpe de Estado que dejó un saldo de 170 muertos. 

### Independencia
Tras años de gran violencia callejera, Gran Bretaña reconoció la independencia de Guyana el 26 de mayo de 1966, en el seno de la Mancomunidad de Naciones. Para ese entonces el PPP estaba dividido: la mayoría de los afroguyaneses se había agrupado en el Congreso Nacional del Pueblo (CNP), mientras los indoguyaneses seguían fieles a Jagan. Forbes Burnham, líder del CNP, asumió el Gobierno, apoyado por otras minorías étnicas. En 1969 estalló la Rebelión de Rupununi que fue rápidamente reprimida.

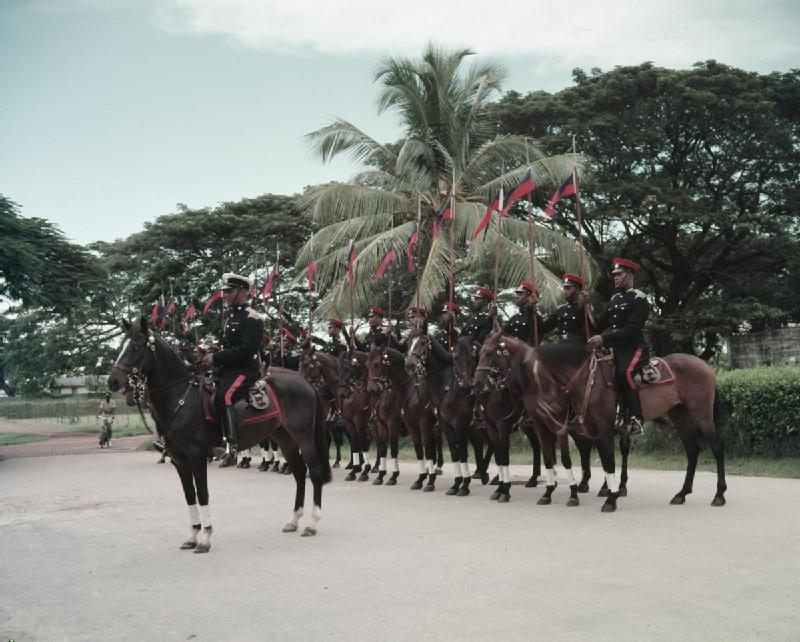
La Policía Montada de la Guayana Británica en 1955

El conflicto étnico y los intereses estadounidenses influyeron en la división del PPP. Estados Unidos veía en la independencia guayanesa y en el socialismo de Jagan una amenaza a su hegemonía en el Caribe.
Burnham llegó al gobierno con la aceptación de los Estados Unidos, pero su política no se condicionó a la de este país. Se pronunció por el no alineamiento y proclamó en 1970 la República Cooperativa de Guyana. La bauxita, la industria maderera y el azúcar fueron nacionalizados a partir de 1970. En 1976 el Estado controlaba el 75 % de la producción del país. Al mismo tiempo, impulsó la integración a través del CARICOM (Comunidad del Caribe), el SELA (Sistema Económico Latinoamericano y del Caribe) y la Flota Mercante del Caribe.
En 1976 Cheddi Jagan proclamó la necesidad de «lograr una unidad nacional antiimperialista», en momentos de tensiones fronterizas con Brasil, bajo una dictadura derechista desde 1964. Representantes del PPP regresaron al Parlamento, del que se habían retirado en protesta por fraudes electorales. Luego, Burnham anunció la creación de una Milicia Popular para defender la revolución.

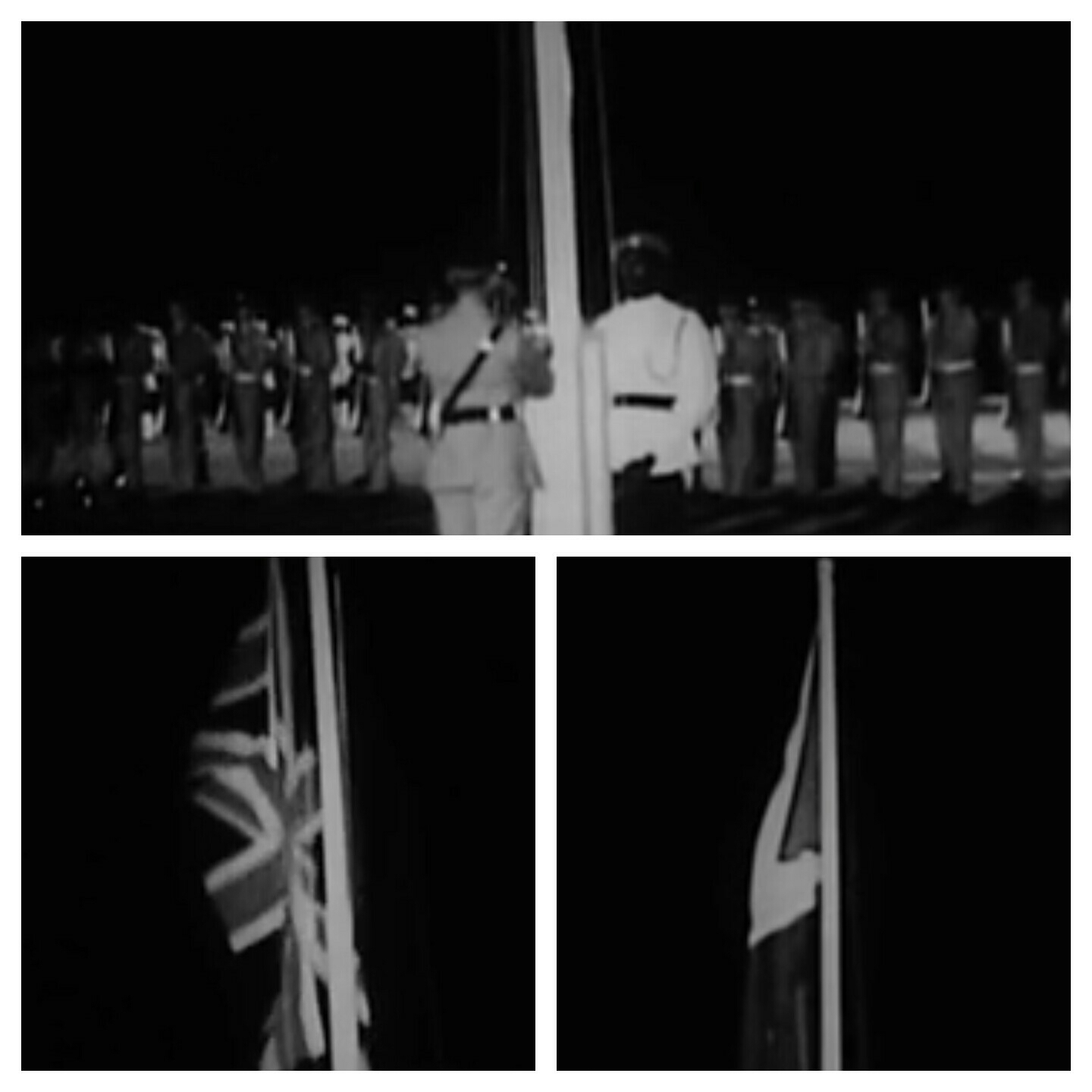
Ceremonia de Independencia de Guyana en 1966

Las elecciones se postergaron por un referéndum que encomendó al Parlamento la redacción de un texto constitucional, motivo de la retirada del PPP de las actividades legislativas por segunda vez. En 1980 Burnham fue elegido presidente. Según observadores internacionales, dichos comicios habrían sido fraudulentos. Ese año Burnham solicitó ayuda del FMI y autorizó a empresas trasnacionales explotar el petróleo y el uranio.
En 1980, Walter Rodney, fundador de la Alianza del Pueblo Trabajador (WPA), murió al explotar una bomba en su automóvil. Nunca se identificó a los responsables.
En 1984, con el aumento de las dificultades financieras y la crisis con los sindicatos, Burnham gestionó con el FMI un préstamo de 150 millones de dólares. Las condiciones del FMI según Burnham eran inaceptables. La invasión de Granada por EE. UU. y la condena de Guyana a esta acción, empeoraron las relaciones entre ambos países. Guyana buscó un acercamiento a los países socialistas.
Burnham murió en 1985 y fue reemplazado por Desmond Hoyte. El PNC ganó las elecciones generales de ese año, pero la oposición denunció un supuesto fraude. En 1986, cinco de los seis partidos de oposición formaron la Coalición Patriótica por la Democracia y obtuvieron la totalidad de las bancas. Hoyte anunció en 1987 que su gobierno volvería al socialismo cooperativo.

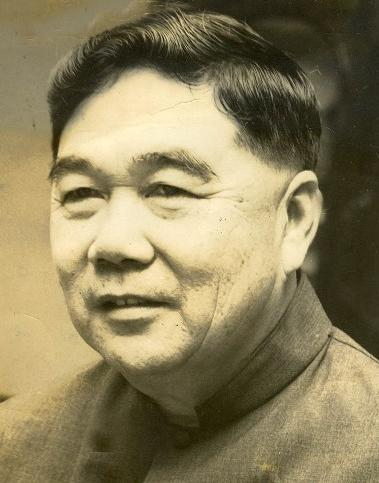
Arthur Raymond Chung, el primer presidente de Guyana 1970-1980

Luego de que en diciembre de 1991 el Gobierno declarara el estado de emergencia, el Parlamento se reunió para posponer las elecciones previstas. El estado de emergencia se extendió hasta junio de 1992. En octubre, Cheddi Jagan (54 %) derrotó a Desmond Hoyte (41 %), en las elecciones generales.
En 1993, Jagan permitió el despliegue de tropas estadounidenses para entrenamiento militar en las selvas de su país, y admitió la colaboración militar de EE. UU. para combatir el narcotráfico y desarrollar el saneamiento en el interior. Asimismo, el presidente buscó modificar el plan de ajuste iniciado por Hoyte, en acuerdo con el FMI. Propuso la economía de mercado para solucionar la pobreza del 80 % de la población, cuya tasa de emigración era mayor que el índice de crecimiento demográfico. El primer aniversario de su mandato se vio empañado por una huelga en la empresa nacional de electricidad, ante el incumplimiento del compromiso de aumentar un 300 % los salarios estatales. En 1996, el Gobierno consiguió la condonación de 500 millones de dólares de su deuda externa, casi la cuarta parte del total.
Ante la muerte de Jagan en 1997, su viuda Janet Jagan asumió el cargo de primera ministra interina. En las elecciones de diciembre fue elegida presidenta con el 55,3 % de los votos contra un 40,6 % del CNP de Hoyte. Sam Hinds fue designado primer ministro. Tras veinte meses de gestión, Janet Jagan, de 79 años, renunció por motivos de salud y fue sustituida por su ministro de Economía, Bharrat Jagdeo. El Congreso Nacional del Pueblo criticó el procedimiento de transmisión de poderes.

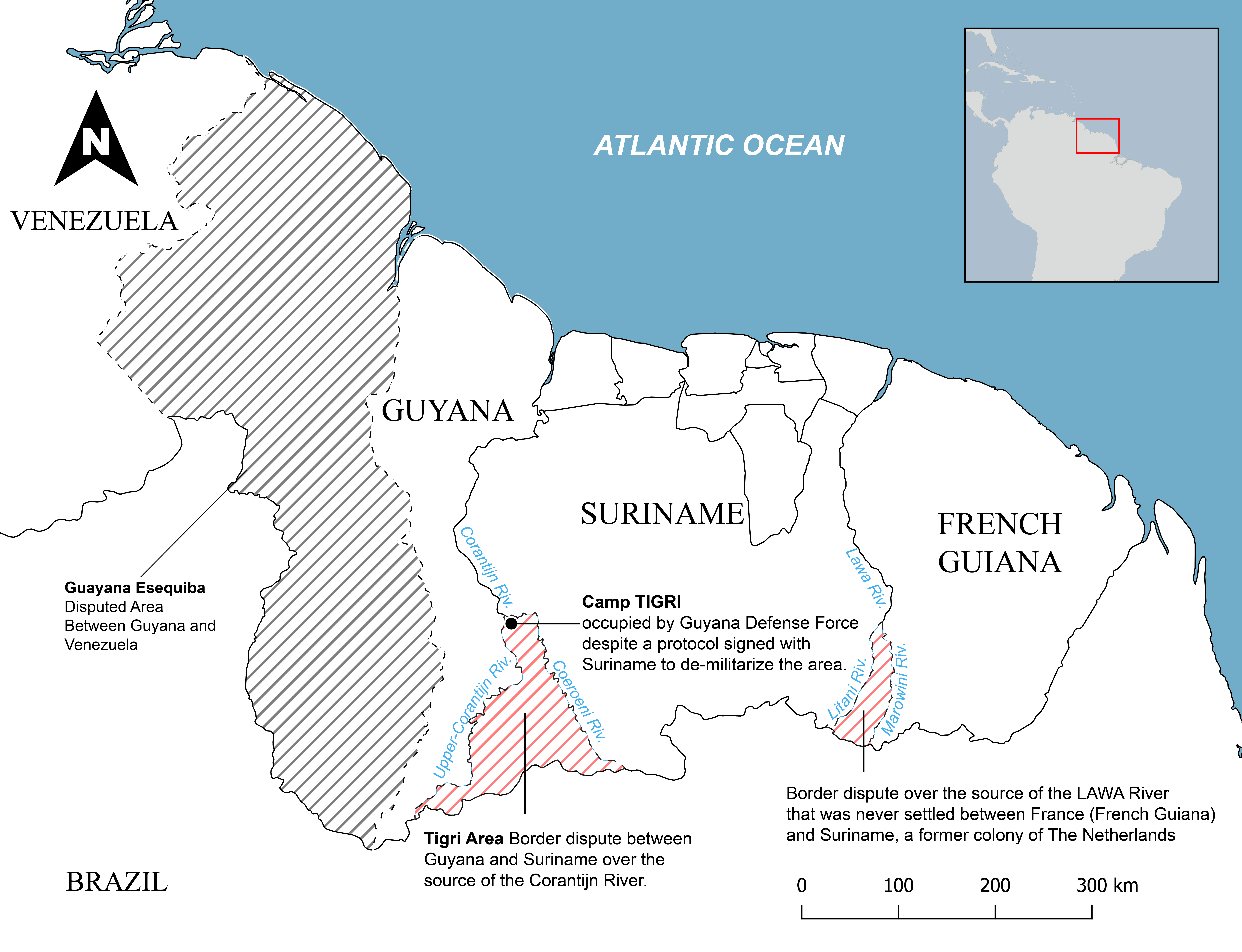
Áreas en Disputa en las Guayanas (Guayana venezolana, Guyana, Surinam y Guayana francesa)

En marzo de 2000 el presidente venezolano Hugo Chávez reiteró las demandas de su país sobre la región de Esequibo, y denunció a una compañía estadounidense que planeaba construir una rampa de lanzamiento de cohetes en el área en disputa. Sin embargo, cuatro años más tarde, con nuevas alianzas políticas Chávez afirmó que: «El Gobierno venezolano no será un obstáculo para cualquier proyecto a ser conducido en el Esequibo, y cuyo propósito sea beneficiar a los habitantes del área».
El permiso otorgado por Guyana a una petrolera canadiense para la explotación de sus aguas territoriales generó un conflicto con Surinam. Tras conversaciones mediadas por el primer ministro de Jamaica, Percival James Patterson, se abrió una posibilidad de solución al conflicto y se acordó la realización de reuniones entre ambas partes para decidir el futuro de la región.
En marzo de 2001 se llevaron a cabo las elecciones generales previstas en 1997, con observadores internacionales que constataron su desarrollo casi normal, a pesar de las irregularidades por la falta de nombres de votantes en los registros. Los comicios dieron la reelección a Jagdeo.
Según un informe publicado en octubre de 2003 por la Organización Mundial de Comercio (OMC), la economía del país depende en gran medida de recursos naturales tales como azúcar, oro, bauxita y arroz. La producción de estos recursos ha crecido a un ritmo muy lento en los últimos años, a pesar de las importantes medidas que adoptó Guyana para liberalizar sus regímenes de comercio e inversión en los últimos 15 años.

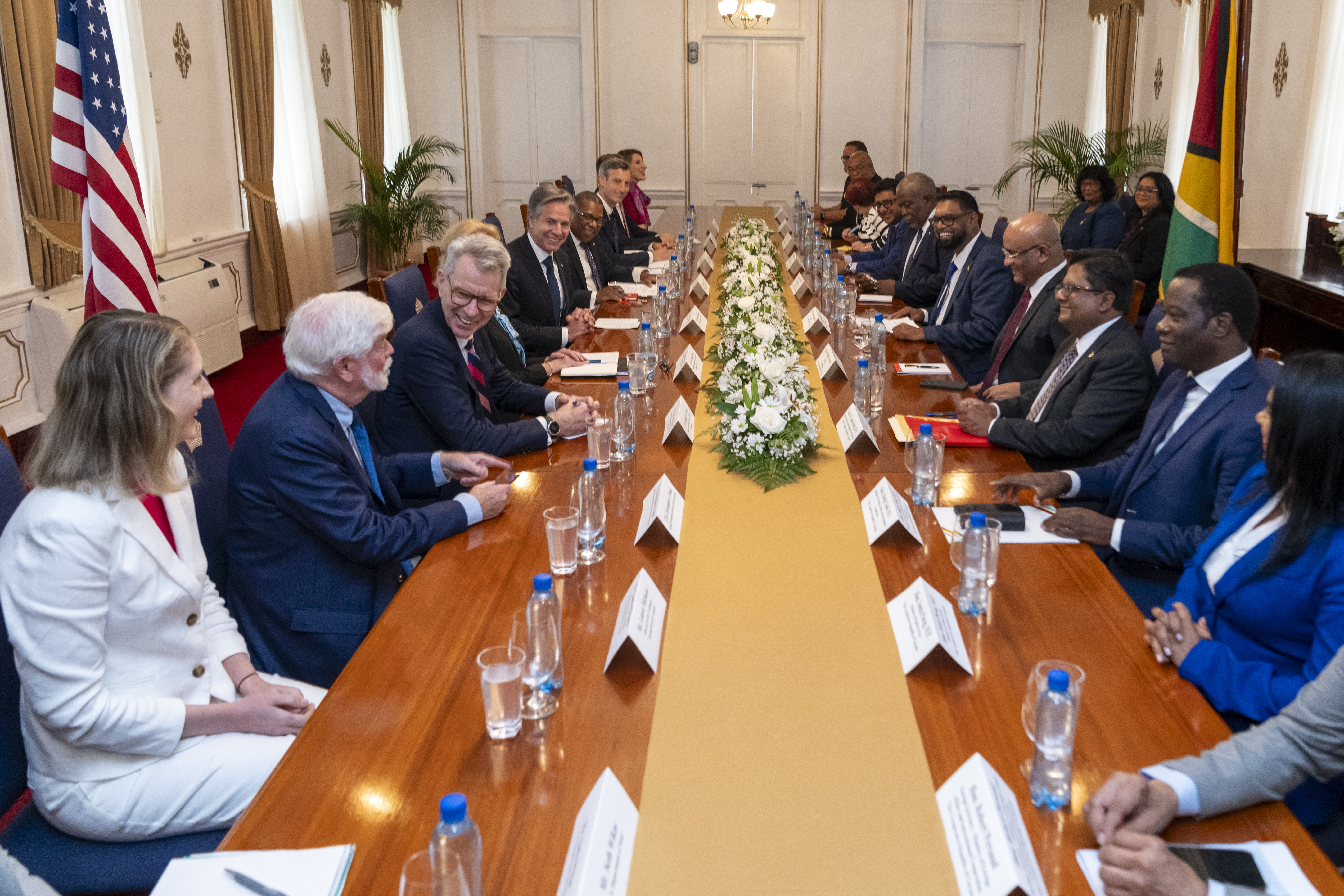
El Secretario de Estado de EE. UU. Antony J. Blinken se reúne con el presidente guyanés Mohamed Irfaan Ali en Georgetown, Guyana, el 6 de julio de 2023.

En enero de 2004 los países acreedores del Club de París acordaron reducir en 95 millones de dólares la deuda de Guyana, en el marco de la iniciativa sobre la deuda de los países pobres muy endeudados (PPTE), diseñada por el FMI y el Banco Mundial. Los acreedores también se comprometieron a otorgar un alivio de deuda adicional de 33 millones de dólares.
Ante la presión de los líderes opositores —que pedían investigar una posible conexión entre el ministro del interior y los escuadrones de la muerte sospechosos de la ejecución de cientos de supuestos criminales—, el titular del ministerio, Ronald Gajraj, dimitió en mayo de 2004 para hacer posible las actuaciones judiciales. En junio, la ONU formó un tribunal que debería dirimir un viejo pleito sobre lindes marítimos entre Guyana y Surinam.
Las investigaciones sobre los crímenes de los escuadrones de la muerte no lograron establecer ninguna conexión entre aquellos y Gajraj, por lo que, en abril de 2005, este reasumió su cargo como ministro del Interior.
En medio de una ola de crímenes dirigidos contra objetivos previamente elegidos, en abril de 2006 fue asesinado el ministro de agricultura, Satyadeow Sawh, junto con dos familiares. Desde enero, ya eran 50 los asesinatos; la policía los atribuyó a grupos ligados al tráfico de drogas y el contrabando de armas.
En marzo de 2007, el Banco Interamericano de Desarrollo (BID) condonó la deuda de Guyana, que rondaba los mil millones de dólares. El gobierno y el BID consideraron el hecho como una oportunidad histórica para un nuevo comienzo.
En las elecciones de 2011, Donald Ramotar fue elegido nuevo presidente. Cuatro años después, en las elecciones de 2015, la oposición a Ramotar ganó las elecciones bajo el liderazgo de David Granger (del PNC), poniendo fin a 23 años de gobierno ininterrumpido del PPP. No obstante, este partido consiguió regresar al poder tras ganar las elecciones generales de 2020 bajo el liderazgo de Irfaan Ali. Durante su gobierno se descubrieron grandes reservas de petróleo en las aguas jurisdiccionales que reclama Venezuela, que podrían convertirle en el mayor producto del mundo per cápita en el año 2025. Las elecciones del 3 de marzo, terminaron con un ajustado resultado en el que la oposición denunció fraude, sumiendo al país en una crisis política. Entre 2023 y 2024 se produjeron nuevas tensiones con Venezuela en torno al territorio Esequibo, el gobierno de Nicolás Maduro organizó un referéndum sobre la disputa con la pretensión declarada de reintegrar el territorio a Venezuela lo que causó la protesta de Guyana.

## Política

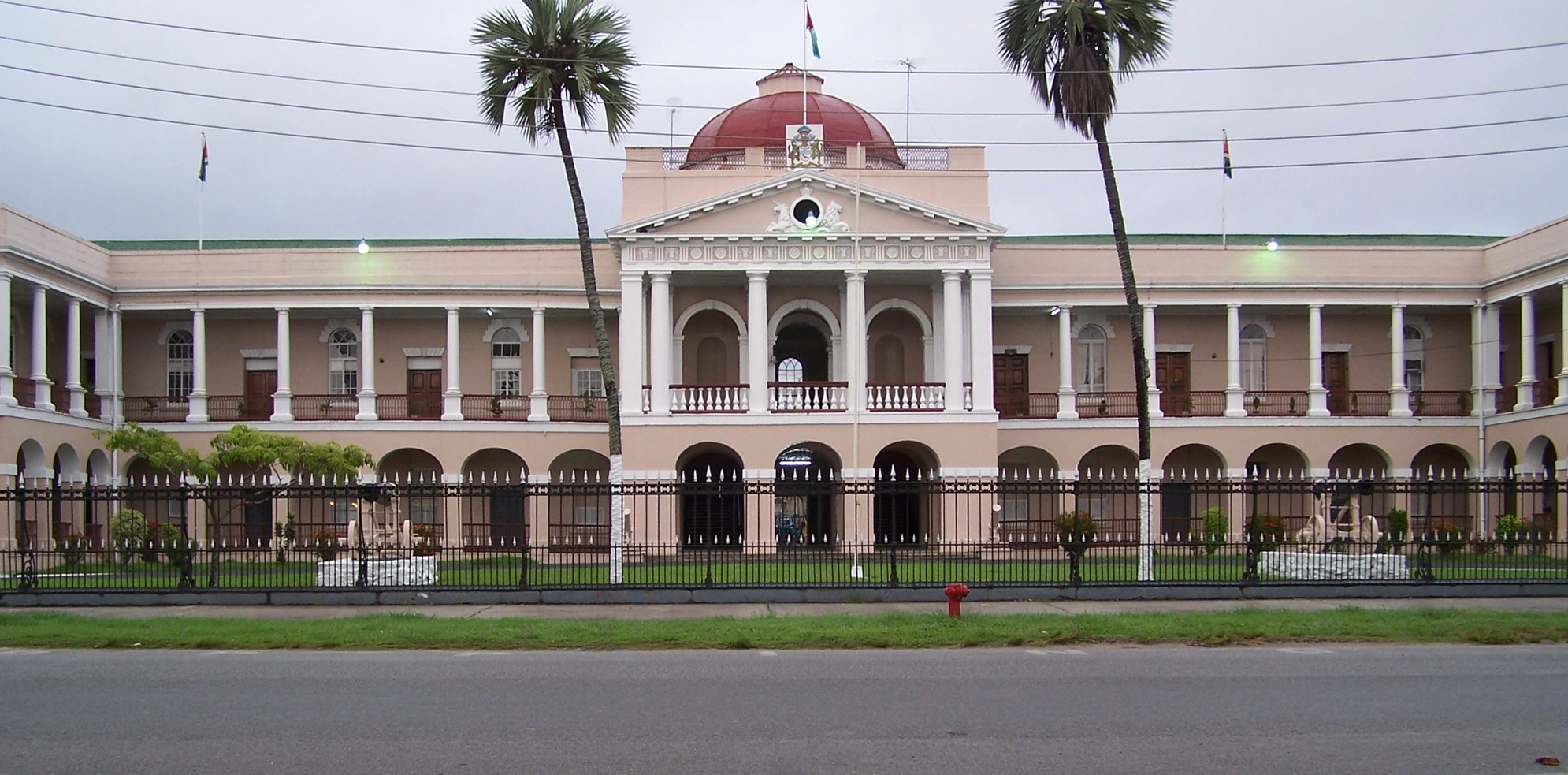
Edificio del Parlamento, Georgetown

De acuerdo con su constitución actual, que entró en vigor el 6 de octubre de 1980, Guyana es técnicamente una república semipresidencialista, aunque con una figura ejecutiva históricamente fuerte, y adopta la democracia representativa multipartidista como forma de gobierno. Si bien es un estado unitario, el país está descentralizado en diez regiones para propósitos administrativos, cada una de las cuales está gobernada por un Consejo Democrático Regional, elegido directamente por los ciudadanos de cada región, y estos a su vez designan un presidente, que ejerce como figura ejecutiva de cada una de las divisiones administrativas. Debido a sus nexos históricos, Guyana forma parte de la comunidad de la Mancomunidad de Naciones, cuya cabeza es el rey Carlos III del Reino Unido.

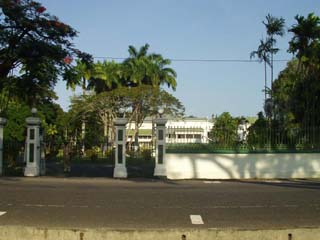
La Casa del Estado, la residencia presidencial de Guyana.

El presidente de la República es el jefe de Estado y jefe de Gobierno. Aunque cuenta como un primer ministro, designado por el poder ejecutivo de entre los miembros de la Asamblea Nacional para administrar el gabinete, y este debe contar con apoyo de la cámara, en la práctica el accionar del presidente está muy fortalecido y, desde la reforma constitucional de 1980, la jefatura del gobierno ya no recae en el primer ministro, lo que instaura un presidencialismo de facto. El presidente no es elegido directamente, sino que cada partido que presente una lista de candidatos para la Asamblea Nacional debe designar por adelantado a un líder que se convertirá en presidente si ese partido recibe el mayor número de votos, independientemente de que reciba o no una mayoría absoluta de escaños.

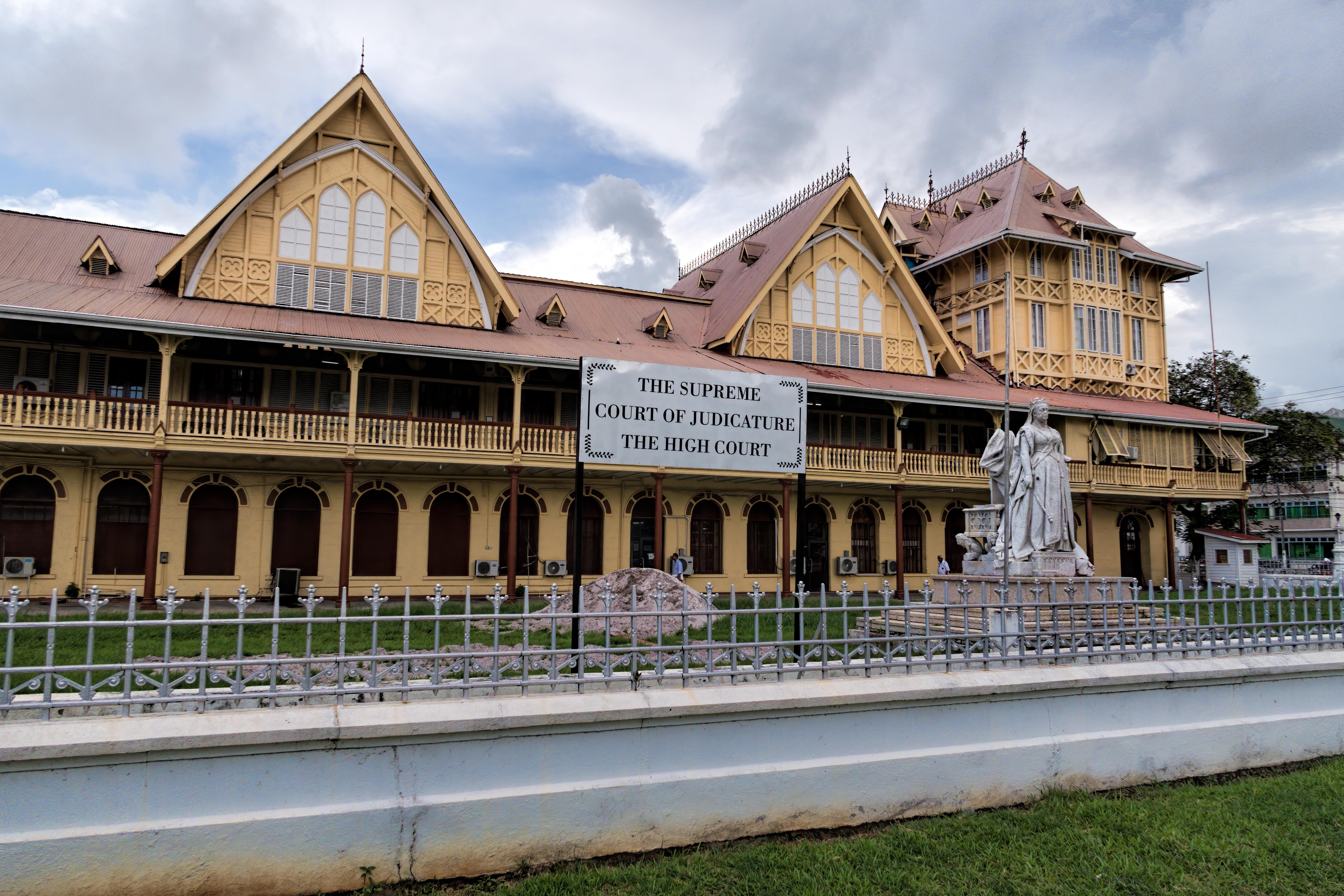
La Corte Suprema de Guyana.

La Asamblea Nacional es la sede del poder legislativo y consta de 65 escaños. 40 son elegidos directamente por el pueblo mediante un sistema de representación proporcional por listas, con todo el territorio nacional como un solo distrito y los escaños siendo distribuidos mediante Cociente Hare. Los otros 25 escaños son designados por los diez Consejos Democráticos Regionales. A diferencia de un régimen parlamentario total, la Asamblea Nacional no tiene autoridad para cesar al poder ejecutivo, mientras que este puede disolver la Asamblea Nacional y adelantar las elecciones a voluntad, aunque debe hacerlo en un período no mayor a cinco años transcurridos desde su primera sesión. La Asamblea sí puede, en cambio, ejecutar una moción de censura contra el gabinete, lo que en la práctica suele provocar nuevas elecciones parlamentarias y, en consecuencia, adelantar la renovación presidencial, pero no es posible reemplazar al presidente solo con un voto legislativo desfavorable.
La mayor instancia judicial es la Corte de Apelaciones (Court of Appeal), presidida por el canciller de la Judicatura (Chancellor of the Judiciary). Debajo de ella está la Corte Superior (High Court), presidida por el jefe de Justicia. El presidente canciller y el jefe de Justicia son designados por el presidente de la república.

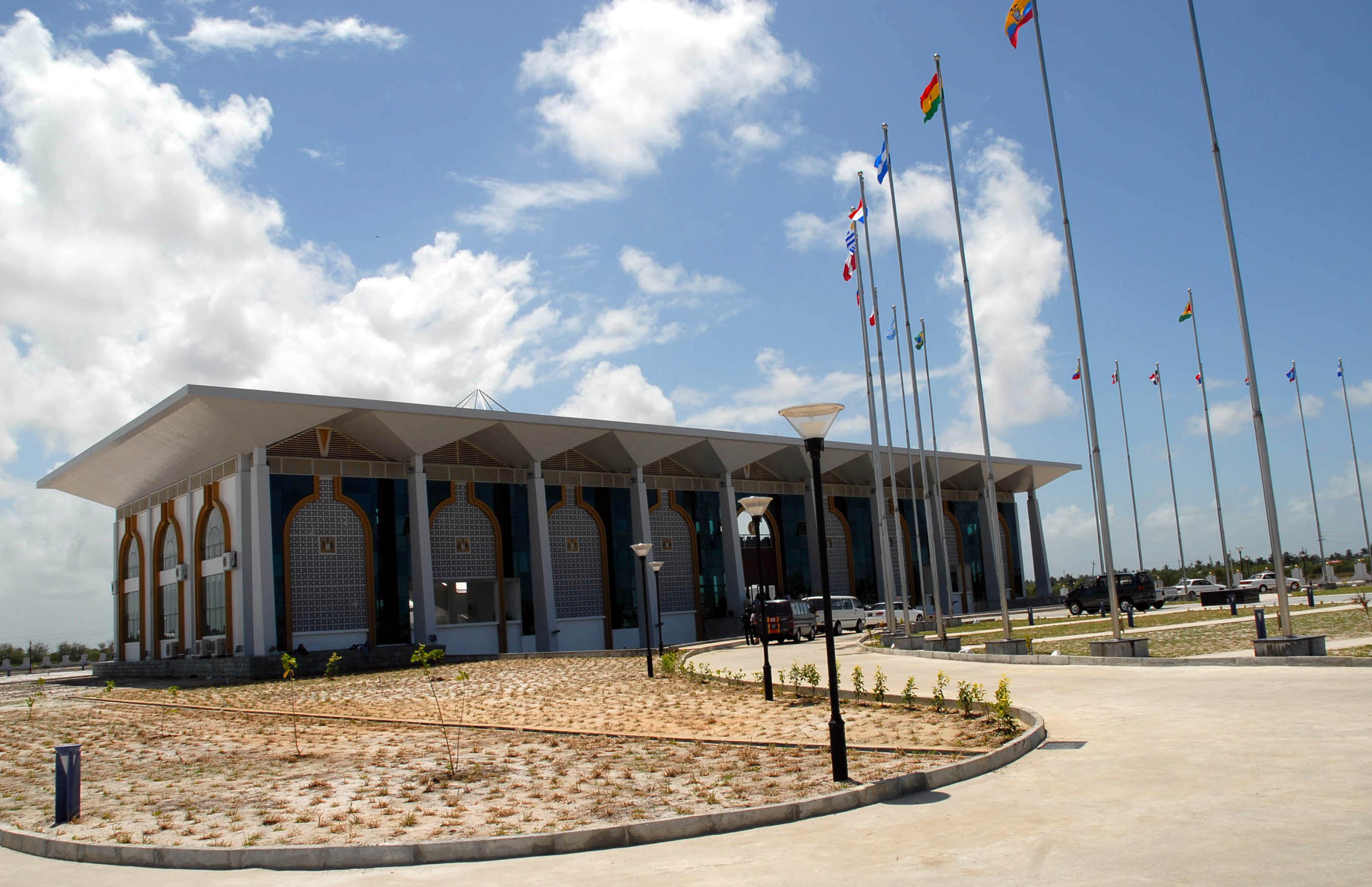
Centro de Conferencias Internacionales de Georgetown, la capital nacional.

Desde su concepción como estado, la etnia ha sido un factor dominante en la política de Guyana, y por lo general está por encima de las cuestiones ideológicas. En el plano partidista, desde antes de la independencia, la política electoral ha sido en general bipartidista, siendo los dos principales partidos políticos el Partido Progresista del Pueblo (PPP), y el Congreso Nacional del Pueblo (PNC), ambos teóricamente de carácter socialista o socialdemócrata, pero con bases de votantes diferentes relacionadas más bien con cuestiones étnicas. Históricamente, el PPP se encuentra ligado a los guyaneses de ascendencia india, denominados «indoguyaneses», mientras que el PNC es mayoritario entre los afrodescendientes, a los que se conoce como «afroguyaneses». Los demás sectores, como los indígenas o los guyaneses de ascendencia mixta, constituyen juntos poco menos de un tercio de la población. En el contexto de la Guerra Fría, el Congreso Nacional del Pueblo, que se mantuvo en el poder amañando las elecciones, contaba con el apoyo de los Estados Unidos. Las elecciones de 1992, que llevaron al Partido Popular Progresista al poder, fueron las primeras elecciones libres del país desde la independencia. Desde la definitiva democratización del país, a inicios de la década de 1990, ambos partidos han expresado su interés de alejar su retórica de las cuestiones étnicas y buscar una identidad nacional única, viéndose reflejado en la fundación de un sector denominado "Cívico" dentro del PPP y liderado por el afroguyanés Sam Hinds (Primer ministro entre 1992 y 2015), y el lema «One Guyana» (en español: «Una Guyana») empleado por el PNC en algunas elecciones. Sin embargo, tanto los terceros partidos como organizaciones de derechos humanos han declarado que estos intentos tienen un éxito relativo y se trata de «cambios cosméticos». Guyana ha sido descrita como una «democracia defectuosa» por el índice de democracia de The Economist.

### Derechos humanos
En materia de derechos humanos, respecto a la pertenencia a los siete organismos de la Carta Internacional de Derechos Humanos, que incluyen al Comité de Derechos Humanos (HRC), Guyana ha firmado o ratificado:
| Guyana | Tratados internacionales | Tratados internacionales | Tratados internacionales | Tratados internacionales | Tratados internacionales  | Tratados internacionales | Tratados internacionales | Tratados internacionales | Tratados internacionales  | Tratados internacionales | Tratados internacionales | Tratados internacionales | Tratados internacionales  | Tratados internacionales  | Tratados internacionales | Tratados internacionales  | Tratados internacionales    | Tratados internacionales  |
| --- | ------------------------ | ------------------------ | ------------------------ | --- | ------------------------- | ------------------------ | ------------------------ | ------------------------ | ------------------------- | ------------------------ | ------------------------ | ------------------------ | ------------------------- | ------------------------- | ------------------------ | ------------------------- | --------------------------- | ------------------------- |
| Guyana | CESCR                    | CESCR                    | CCPR                     | CCPR | CCPR                      | CERD                     | CED                      | CEDAW                    | CEDAW                     | CAT                      | CAT                      | CRC                      | CRC                       | CRC                       | CRC                      | MWC                       | CRPD                        | CRPD                      |
| Guyana | CESCR                    | CESCR-OP                 | CCPR                     | CCPR-OP1 | CCPR-OP2-DP               | CERD                     | CED                      | CEDAW                    | CEDAW-OP                  | CAT                      | CAT-OP                   | CRC                      | CRC-OP-AC                 | CRC-OP-SC                 | CRC-OP-CP                | MWC                       | CRPD                        | CRPD-OP                   |
| Pertenencia | Firmado y ratificado.    | Sin información.         | Firmado y ratificado.    | Guyana ha reconocido la competencia de recibir y procesar comunicaciones individuales por parte de los órganos competentes. | Ni firmado ni ratificado. | Firmado y ratificado.    | Sin información.         | Firmado y ratificado.    | Ni firmado ni ratificado. | Firmado y ratificado.    | Sin información.         | Firmado y ratificado.    | Ni firmado ni ratificado. | Ni firmado ni ratificado. | Sin información.         | Ni firmado ni ratificado. | Firmado pero no ratificado. | Ni firmado ni ratificado. |
| Firmado y ratificado, firmado, pero no ratificado, ni firmado ni ratificado, sin información, ha accedido a firmar y ratificar el órgano en cuestión, pero también reconoce la competencia de recibir y procesar comunicaciones individuales por parte de los órganos competentes. |                          |                          |                          | |                           |                          |                          |                          |                           |                          |                          |                          |                           |                           |                          |                           |                             |                           |

#### Situación de la comunidad LGBT
Guyana es el único país de América del Sur que considera un delito las relaciones homosexuales masculinas (con penas entre 2 años de cárcel y cadena perpetua), y así como una ley que prohíbe vestir prendas del sexo opuesto. La Sociedad Contra la Discriminación por la Orientación Sexual (SASOD) ha exigido al Gobierno que revoque la ley que prohíbe el travestismo en público (22-2-2010).

### Defensa

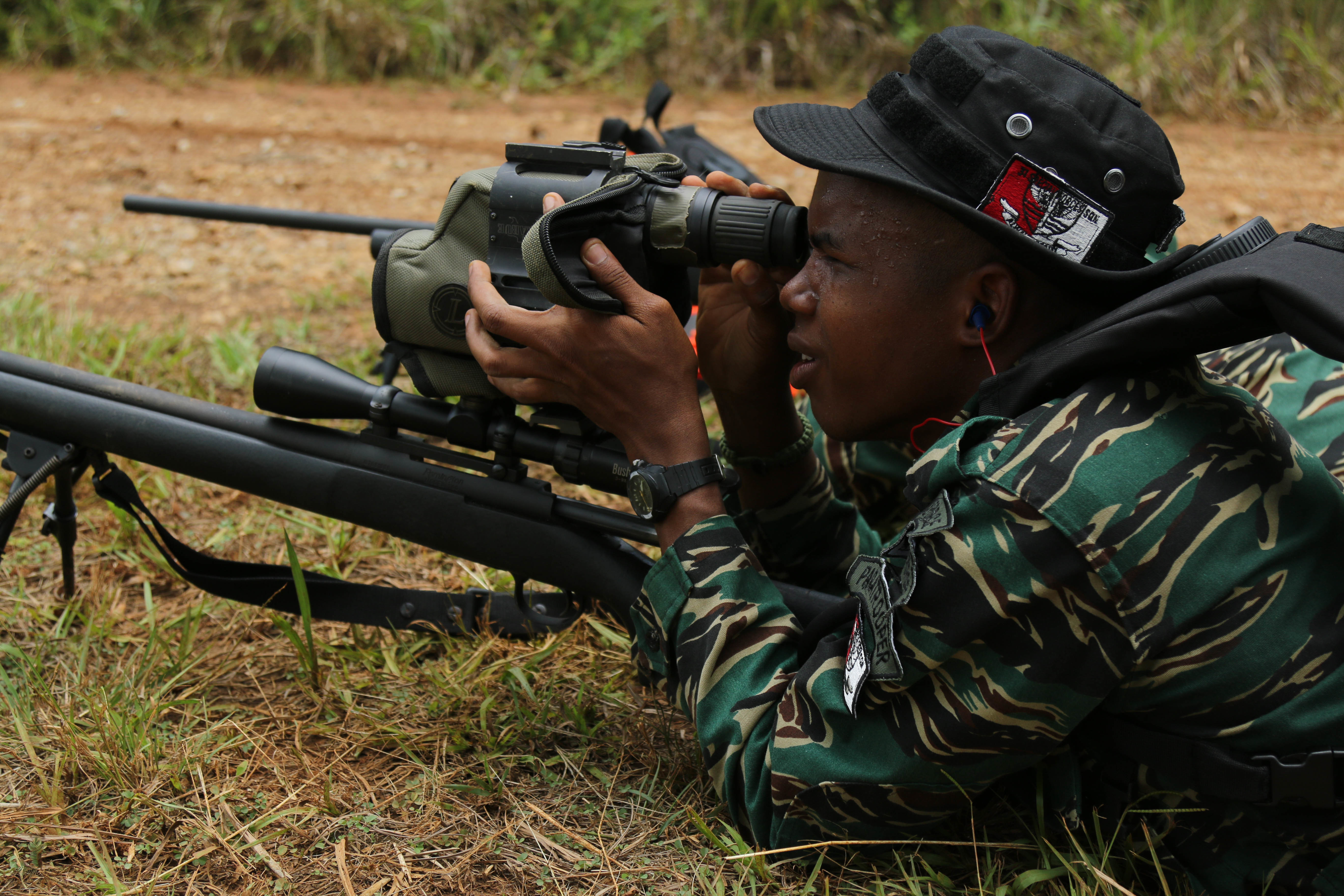
Soldado guyanés en 2015.

Las Fuerzas Militares guyanesas están organizadas bajo el nombre de Fuerzas de Defensa de Guyana o (GDF), estas incluyen a las Fuerzas Terrestres (Ground Forces), la Guardia Costera (Coast Guard), y los Cuerpos Aéreos (Air Corps). 210 058 hombres están en edad para el servicio militar (según estimaciones de 2015). La antigua Milicia Popular de Guyana y el Servicio Nacional de Guyana fueron reemplazados.
Las Fuerzas de Defensa de Guyana conocidas por sus siglas en inglés como GDF fueron creadas el 1 de noviembre de 1965, el alistamiento en la institución es de carácter voluntario para los oficiales y soldados. La formación básica se realiza dentro de las escuelas de formación de las GDF, que también ha entrenado oficiales y soldados de otros territorios del Caribe vinculados a la Commonwealth. Sin embargo, los oficiales también se forman en dos de las escuelas de formación británicas oficiales de renombre mundial: La Real Academia Militar de Sandhurst (Royal Military Academy Sandhurst) en donde se entrena la Infantería; y el Real Colegio Naval Britannia (Britannia Royal Naval College) que es el encargado de la formación de la Guardia Costera.

## Organización territorial
Guyana está organizada en diez regiones administrativas que se dividen en sesenta y cinco consejos vecinales y seis municipios o ciudades.

### Regiones

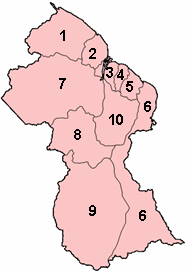
Regiones de Guyana por numeración

Cada región está administrada por un Consejo Regional Democrático (Regional Democratic Council - RDC), encabezado por un jefe o presidente (chairman).
1. Barima-Guainí
2. Pomerón-Supenaam
3. Islas Esequibo-Demerara Occidental
4. Demerara-Mahaica
5. Mahaica-Berbice
6. Berbice Oriental-Corentyne
7. Cuyuní-Mazaruní
8. Potaro-Siparuní
9. Alto Tacutu-Alto Esequibo
10. Alto Demerara-Berbice

### Consejos vecinales
Además hay una serie de consejos vecinales democráticos (Neighbourhood Democratic Councils - NDC) dentro de cada Región. Estos operan a nivel local, comunal o municipal. Las regiones se subdividen en un total de 65 consejos vecinales, más siete municipios y 39 áreas no administradas.

### Reclamación venezolana

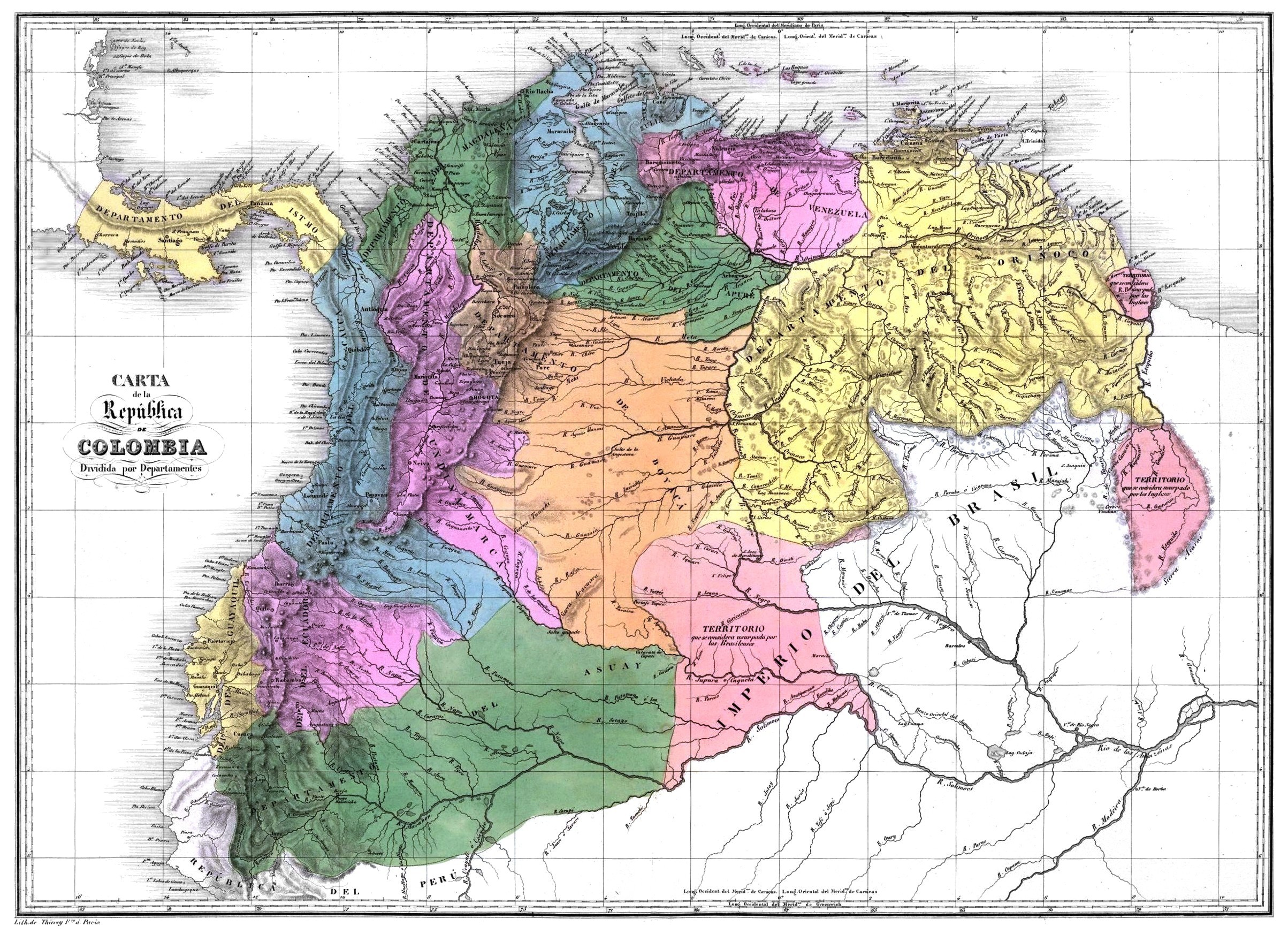
Mapa original de la Gran Colombia del año 1819, que muestra el territorio Esequibo como parte de Venezuela.

Los territorios correspondientes a las regiones 1, 2, 3, 7, 8 y 9 son reclamados por Venezuela, recibiendo el nombre de Guayana Esequiba, zona en reclamación o simplemente el Esequibo. Venezuela declara, en el artículo 10 de su Constitución (1999), que «El territorio y demás espacios geográficos de la República son los que correspondían a la Capitanía General de Venezuela antes de la transformación política iniciada el 19 de abril de 1810, con las modificaciones resultantes de los tratados y laudos arbitrales no viciados de nulidad». La Capitanía General de Venezuela comprendía los territorios de la antigua provincia de Guayana, la cual ocupaba la región Esequiba hoy en disputa, sin embargo, el pacto entre Venezuela y Guyana Británica de no explotar la zona en reclamación no se ha respetado, debido a que actualmente dicha zona se ha estado explotando por empresas internacionales traídas por el Gobierno de Guyana.

### Reclamación surinamesa

Mapa de Surinam que muestra al extremo sudoccidental la Región de Tigri (o Triángulo del río nuevo en Guyana), territorio reivindicado a Guyana.

Parte del territorio sudoriental correspondiente a la región 6 (Berbice Oriental-Corentyne) es reivindicada por la República de Surinam como una parte del ressort de Coeroeni que pertenece al distrito de Sipaliwini. La zona es delimitada por los ríos Alto Corentín (el cual en Guyana es denominado New River y en Surinam, Boven Corentijn) y el Curuni y el Koetari. Esta zona de forma triangular es denominada en Guyana el New River Triangle (el triángulo del río nuevo) mientras que en Surinam se le conoce como región de Tigri.

## Geografía
El relieve guyanés está formado por un basamento plano en el litoral, que constituye la zona agrícola donde se concentra el 90 por ciento de la población. Un sector de la planicie se encuentra situado por debajo del nivel del mar y está protegido por una serie de diques. En el interior del territorio abundan las colinas y las selvas, en el sur.
Los principales ríos son el Esequibo, el Demerara y el Berbice, entre otros.
El clima es ecuatorial-tropical, suavizado por la brisa marina (con temperaturas de 28 °C de promedio en Georgetown), y muy húmedo (con más de 2000 mm anuales de precipitaciones en la capital del país).

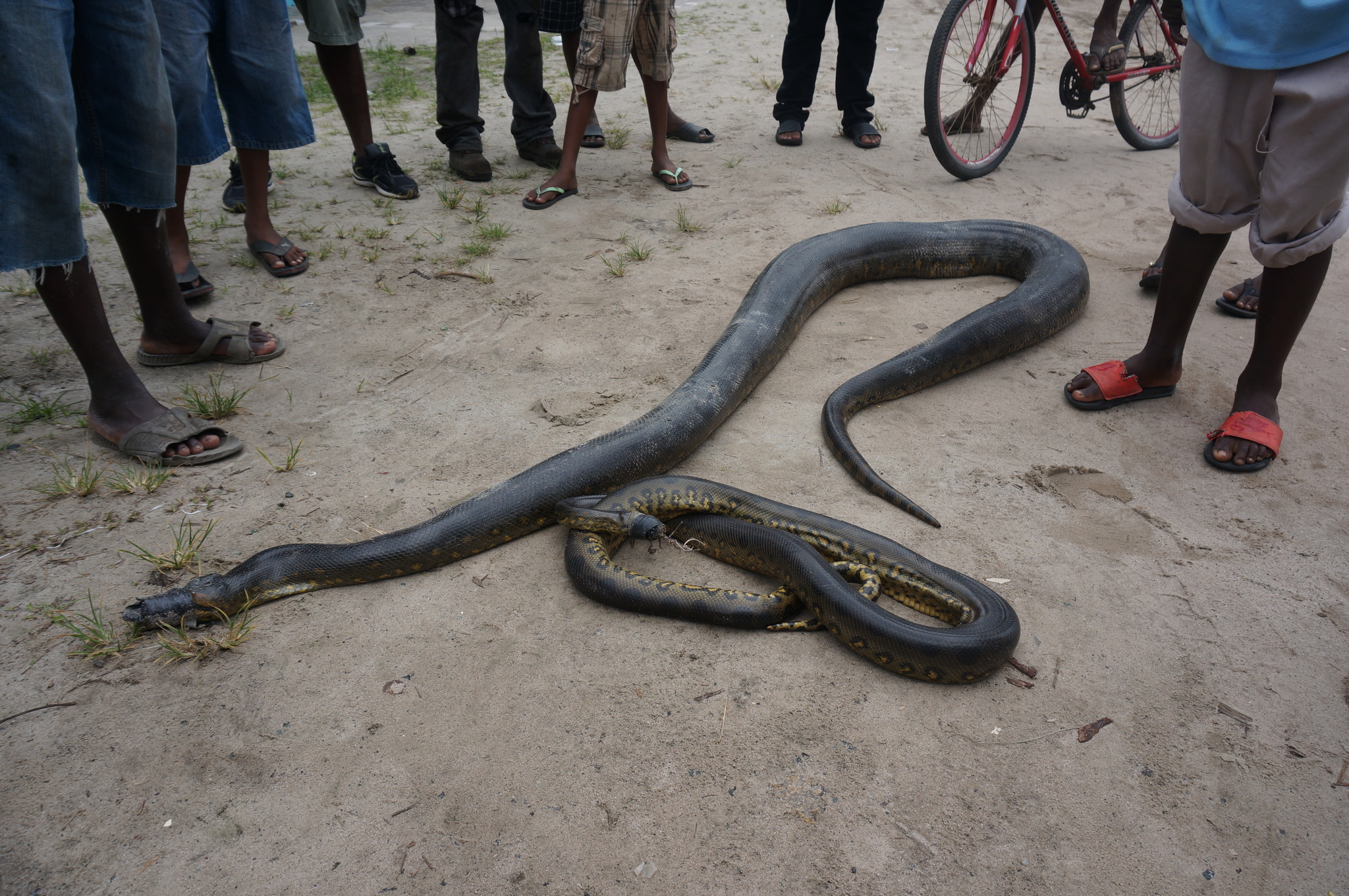
Una Anaconda Verde (Eunectes murinus) cerca del Río Demerara

### Biodiversidad
Guyana posee una de las mayores biodiversidades del mundo. Alberga más de 225 especies de mamíferos, 900 especies de aves, 880 especies de reptiles y más de 6.500 especies diferentes de plantas. Entre estas categorías de fauna, las más famosas son el Arapaima, que es el pez de agua dulce con escamas más grande del mundo; el oso hormiguero gigante, el oso hormiguero más grande; la nutria gigante, la nutria de río más grande y rara del mundo; y el pájaro gallito de las Guayanas (Rupicola rupicola).
En Guyana se han clasificado los siguientes hábitats: costero, marino, litoral, estuarino, palustre, manglar, fluvial, lacustre, pantano, sabana, bosque de arena blanca, bosque de arena marrón, bosque montano, bosque nuboso, bosque húmedo de tierras bajas y bosque seco de matorral siempreverde (NBAP, 1999). Se han identificado unas 14 zonas de interés biológico como posibles puntos calientes para un Sistema Nacional de Áreas Protegidas.

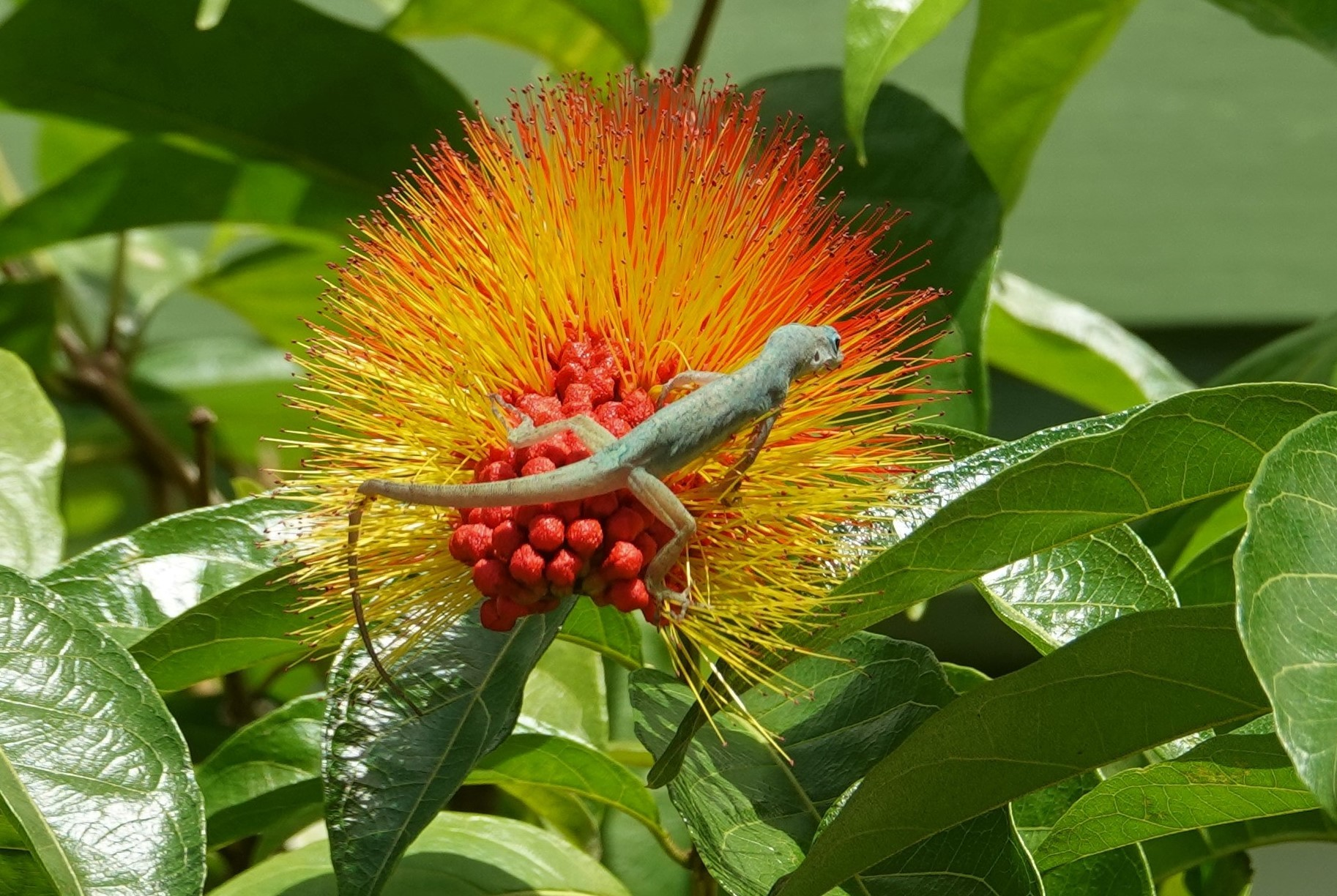
Un lagarto Anolis aeneus cerca de Georgetown

Más del 80% de Guyana sigue estando cubierto de bosques, que también contienen las orquídeas más raras del mundo, desde bosques secos perennifolios y estacionales hasta bosques húmedos perennifolios de montaña y de tierras bajas. Estos bosques albergan más de mil especies de árboles. El clima tropical de Guyana, su geología única y sus ecosistemas relativamente inalterados sustentan extensas zonas de selvas tropicales ricas en especies y hábitats naturales con altos niveles de endemismo. En Guyana hay unas 8.000 especies de plantas, la mitad de las cuales no se encuentran en ningún otro lugar.

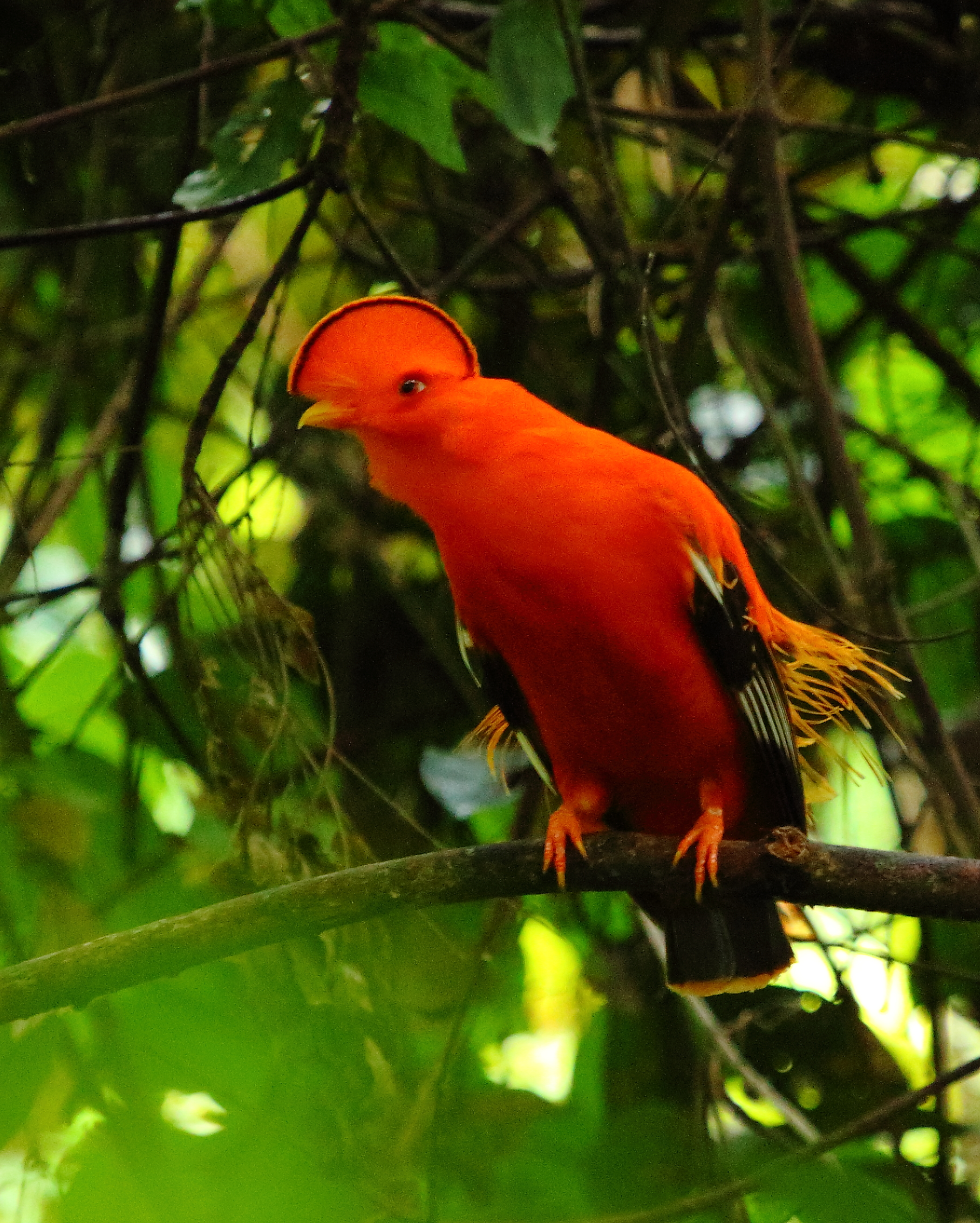
Un Gallito de las Rocas Guayanés (Rupicola rupicola) en Guyana

El país alberga seis ecorregiones: Bosques húmedos de las tierras altas de Guayana, bosques húmedos de Guayana, bosques pantanosos del delta del Orinoco, Tepuis, sabana de Guayana y manglares de Guayana. La región del Escudo Guayanés es poco conocida y extremadamente rica desde el punto de vista biológico. A diferencia de otras zonas de Sudamérica, más del 70% del hábitat natural permanece prístino. Guyana ocupa el tercer lugar en el mundo con una puntuación media del Índice de Integridad del Paisaje Forestal en 2019 de 9,58/10.
La rica historia natural de la Guayana Británica fue descrita por los algunos exploradores como Sir Walter Raleigh y Charles Waterton y, más tarde, por los naturalistas Sir David Attenborough y Gerald Durrell. El sur de Guayana alberga algunas de las extensiones más vírgenes de bosques de hoja perenne del norte de Sudamérica. La mayoría de los bosques son altos, de hoja perenne, y de montaña baja, con grandes extensiones de bosque inundado a lo largo de los principales ríos. Gracias a la muy baja densidad de población humana de la zona, la mayoría de estos bosques siguen intactos.
La Smithsonian Institution ha identificado cerca de 2.700 especies de plantas de esta región, que representan 239 familias distintas, y sin duda quedan otras especies por registrar. La diversidad de plantas sustenta una vida animal diversa, documentada recientemente por un estudio biológico organizado por Conservation International. Las aguas de la cuenca del Essequibo, supuestamente limpias y no contaminadas, albergan una notable diversidad de peces e invertebrados acuáticos, así como nutrias gigantes, carpinchos y varias especies de caimanes.

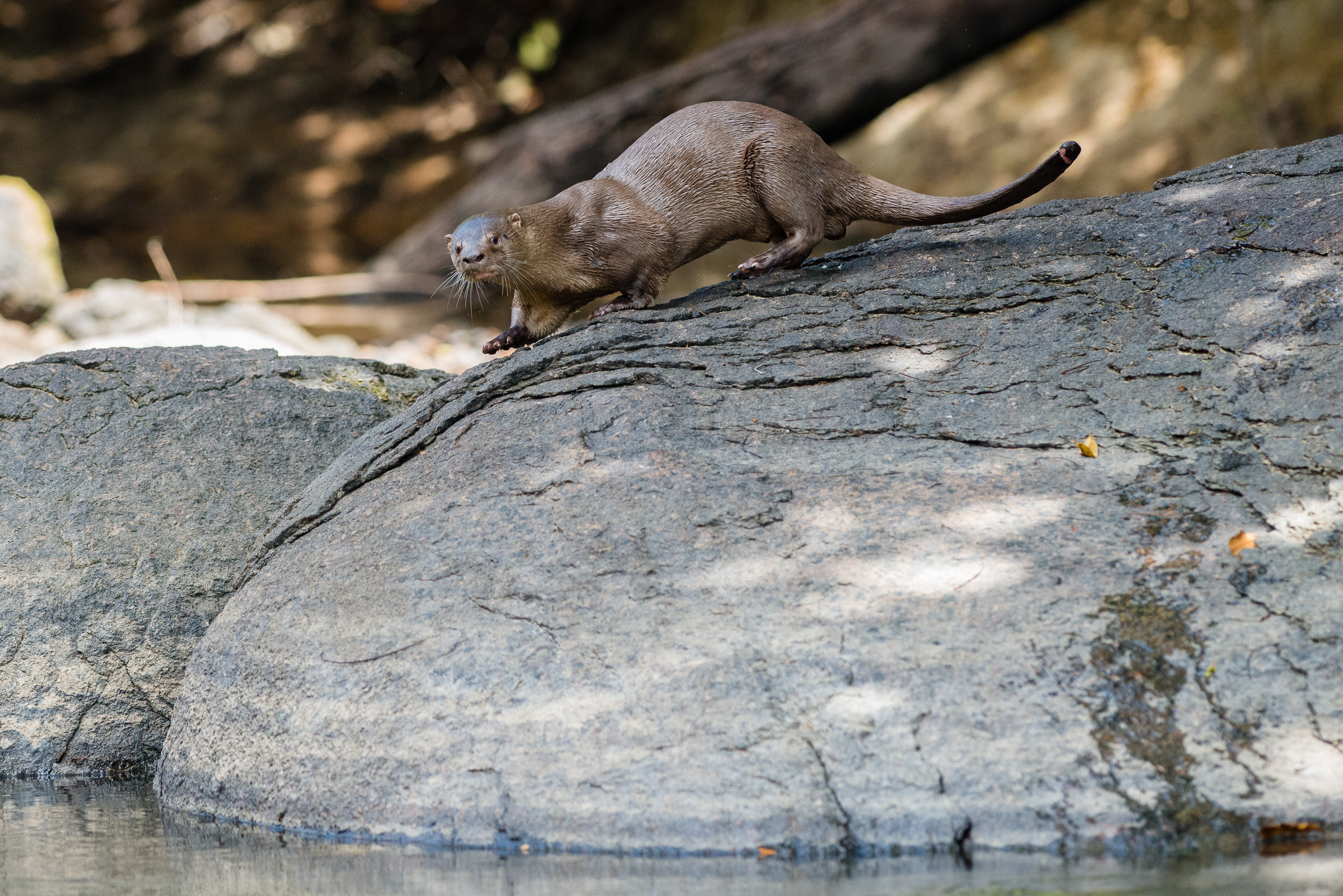
Un lobito de Río o Nutria Neotropical (Lontra longicaudis) en Guyana

En tierra, siguen siendo comunes los grandes mamíferos, como jaguares, tapires, perros de monte, osos hormigueros gigantes y monos saki. Se han registrado más de 800 especies de aves en la región, y la fauna de reptiles y anfibios es igualmente rica.
En febrero de 2004, el Gobierno de Guyana otorgó un título a más de 4.000 km² (1×106 acres) de tierra en el distrito indígena de Konashen como Área de Conservación de Propiedad Comunitaria de Kanashen, gestionada por los Wai Wai, y la mayor Área de Conservación de Propiedad Comunitaria del mundo. También se creó el Centro Internacional Iwokrama para la Conservación y el Desarrollo de la Selva Tropical para la protección y el uso sostenible de la zona forestal de Iwokrama. Desde 2009, Guyana y Noruega han colaborado para promover el desarrollo ecológico en Guyana manteniendo la deforestación en niveles bajos.

## Demografía

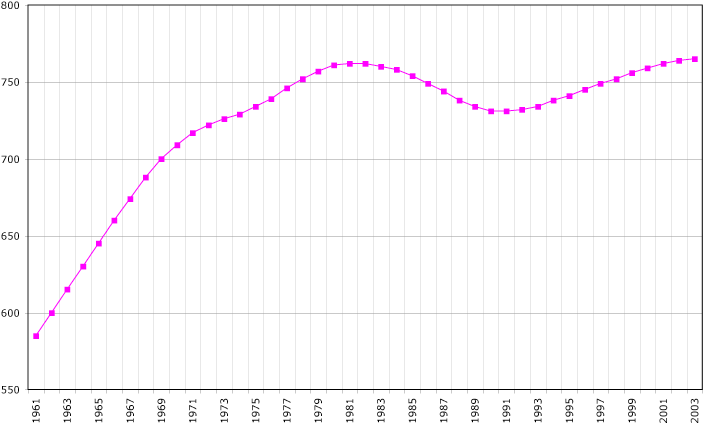
Evolución del número de habitantes de Guyana.

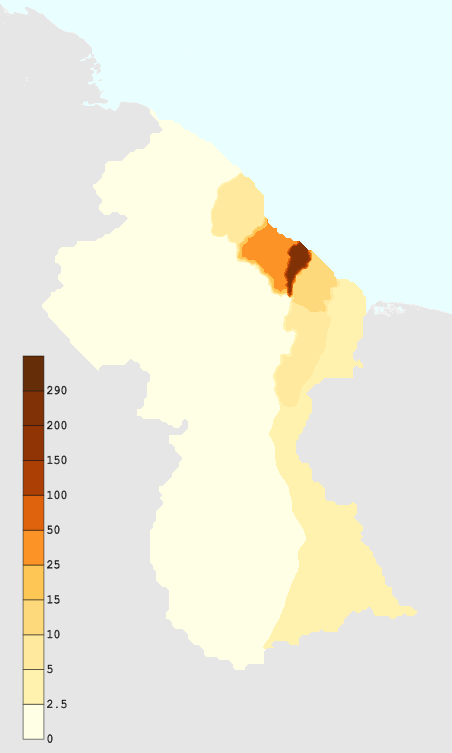
Guyana - densidad de población.

Según estadísticas de la ONU, la población de Guyana es de 801 196 en 2014, la cual está dividida en tres grupos principales:
- Indios o indoguyaneses (alrededor del 50 %) que habitan en las zonas rurales
- Africanos o afroguyaneses (entre el 36 y el 43 %) residentes en los centros urbanos
- Indígenas (entre el 4 y el 7 %), pobladores de las zonas del interior.

La población china y europea (principalmente portugueses y británicos) forman el 2 %.
El 90 % de la población vive en la zona costera, donde la densidad de población llega a 115 habitantes por km². Existe una gran tensión entre las comunidades india y africana, lo cual se refleja en la esfera política (donde los dos principales partidos políticos son unirraciales).
La emigración ha sido un problema persistente en la historia del país, estimándose en unos 500 000 el número de nacionales que vive fuera del país. Desde la independencia, más de 11 000 ciudadanos al año se han ido estableciendo en los Estados Unidos, así como en Canadá, el Reino Unido, Venezuela y otros países caribeños de habla inglesa han sido el destino de dichos emigrantes. Venezuela figura como uno de los países que ha recibido el mayor flujo de inmigrantes guyaneses.

### Idiomas
El inglés es el único idioma oficial de Guyana y se utiliza, por ejemplo, en sus escuelas. Además, se utilizan los idiomas caribes (akawaio, wai-wai, arawak-lokono, wapishana, patamona y macushí) que son hablados por una pequeña minoría indígena, mientras que el criollo guyanés (inglés basado en un criollo con sintaxis de la India y los países africanos, cuya gramática no está normalizada) es muy hablado. Por otra parte, una característica del inglés de Guyana, en particular en los registros más bajos, es el hecho de que los pronombres del inglés son casi completamente intercambiables. Debido a la influencia cultural de su entorno, el idioma español y el idioma portugués están ampliamente difundidos en el país.

### Religión
La religión también establece una línea divisoria entre la población. Según el desglose de las religiones de Guyana, con base en el censo de 2002, los cristianos representan el 57 % de la población (de los cuales el 16,9 % son pentecostales; 8,1 % católicos; anglicanos 6,9 %; 5 % de adventistas del séptimo día y el 20 % de otras denominaciones cristianas); el 23,4 % son hinduistas; 7,3 % musulmanes; 0,5 % rastafaris; el 0,1 % bahaíes; 2,2 % otras religiones; y el 4,3 % sin religión. La mayoría de los cristianos de Guyana son protestantes o católicos e incluyen una combinación de todas las etnias. Los cristianos, predominantemente los adscritos a la Iglesia de Inglaterra, son de etnia africana. Por su parte, la comunidad india que llegó al país a principios de siglo XIX, profesa mayoritariamente el hinduismo, aunque existe un porcentaje de indo-guyaneses que se adscribe al islam, junto con algunos afroguyaneses.

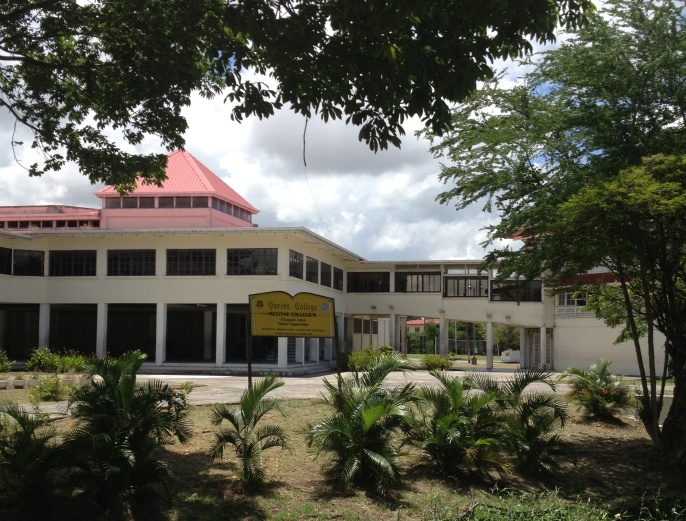
Queens College en Georgetown

### Educación
La educación en Guyana fue introducida y gestionada principalmente por las confesiones cristianas misioneras. La adinerada élite de los plantadores solía enviar a sus hijos a estudiar a Inglaterra, pero a medida que las escuelas mejoraban en Guyana, también lo hacían siguiendo el modelo del antiguo sistema educativo británico. La educación primaria se hizo obligatoria en 1876, aunque la necesidad de que los niños ayudaran en las labores agrícolas impidió que muchos niños fueran a la escuela. En la década de 1960, el gobierno asumió el control de todas las escuelas del país. Se eliminaron las tasas, se abrieron nuevas escuelas en las zonas rurales y se creó la Universidad de Guyana, por lo que los estudiantes ya no tenían que ir al extranjero para cursar estudios superiores.
La alfabetización de Guyana era una de las más altas del Caribe, con una tasa estimada de alfabetización del 96% en 1990. En una estimación de la UNESCO de 2014, la alfabetización es del 96,7 en el grupo de edad de 15 a 24 años. Sin embargo, la alfabetización funcional puede ser sólo del 70%.
Los alumnos deben presentarse a la NGSA (National Grade Six Assessment) para acceder a la enseñanza secundaria en 7.º curso. Se presentan al CXC al final del bachillerato. Las escuelas han introducido los exámenes CAPE que han introducido todos los demás países caribeños. El sistema de nivel A, heredado de la época británica, sólo se ofrece en algunas escuelas.
Los problemas de infraestructura afectan al acceso a la educación, sobre todo para los estudiantes del interior. Una evaluación del Banco Mundial mostró que aproximadamente el 50% de los profesores «carecían de formación, trabajaban con material didáctico inadecuado y atendían a hijos de padres con bajos niveles de alfabetización de adultos».
Guyana alberga varias instituciones que ofrecen educación superior, siendo la Universidad de Guyana (UG) la principal institución. Fundada en 1963, la UG ha desempeñado un papel importante en la configuración del panorama educativo del país. La universidad ofrece programas de licenciatura y posgrado en varias disciplinas, como ciencias, ingeniería, ciencias sociales, humanidades y agricultura.

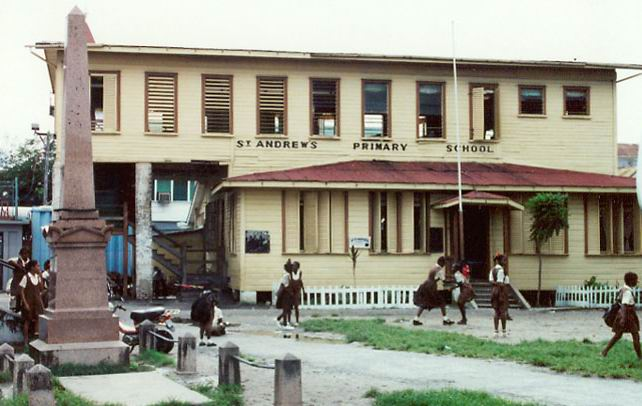
Escuela Primaria de St. Andrew

Además de la UG, hay otras instituciones que contribuyen a la educación superior en Guyana:
Escuela de Agricultura de Guyana (Guyana School of Agriculture, GSA): Centrada en el desarrollo del sector agrícola, la GSA ofrece formación y educación en agricultura, agrotecnología y gestión. Varios institutos técnicos y de formación profesional, como el Instituto Técnico de Guyana (Guyana Technical Institute) y el Centro de Formación Industrial de Guyana (Guyana Industrial Training Centre), ofrecen programas orientados al desarrollo de competencias en oficios, ingeniería y tecnología.Varias facultades y universidades privadas complementan el panorama de la enseñanza superior ofreciendo programas especializados en negocios, tecnología de la información y ciencias de la salud.
Guyana se ha beneficiado de las asociaciones con organizaciones regionales como la Universidad de las Indias Occidentales (University of the West Indies, UWI), que ofrecen oportunidades de colaboración y acceso a recursos académicos más amplios.
A pesar de su potencial, el sistema de enseñanza universitaria de Guyana se enfrenta a varios retos:
Muchas instituciones luchan con una financiación limitada, que afecta a la infraestructura, la capacidad de investigación y la capacidad de atraer y retener a profesores cualificados. El insuficiente apoyo financiero gubernamental a menudo obliga a las universidades a operar con limitaciones que obstaculizan la calidad de la educación impartida.

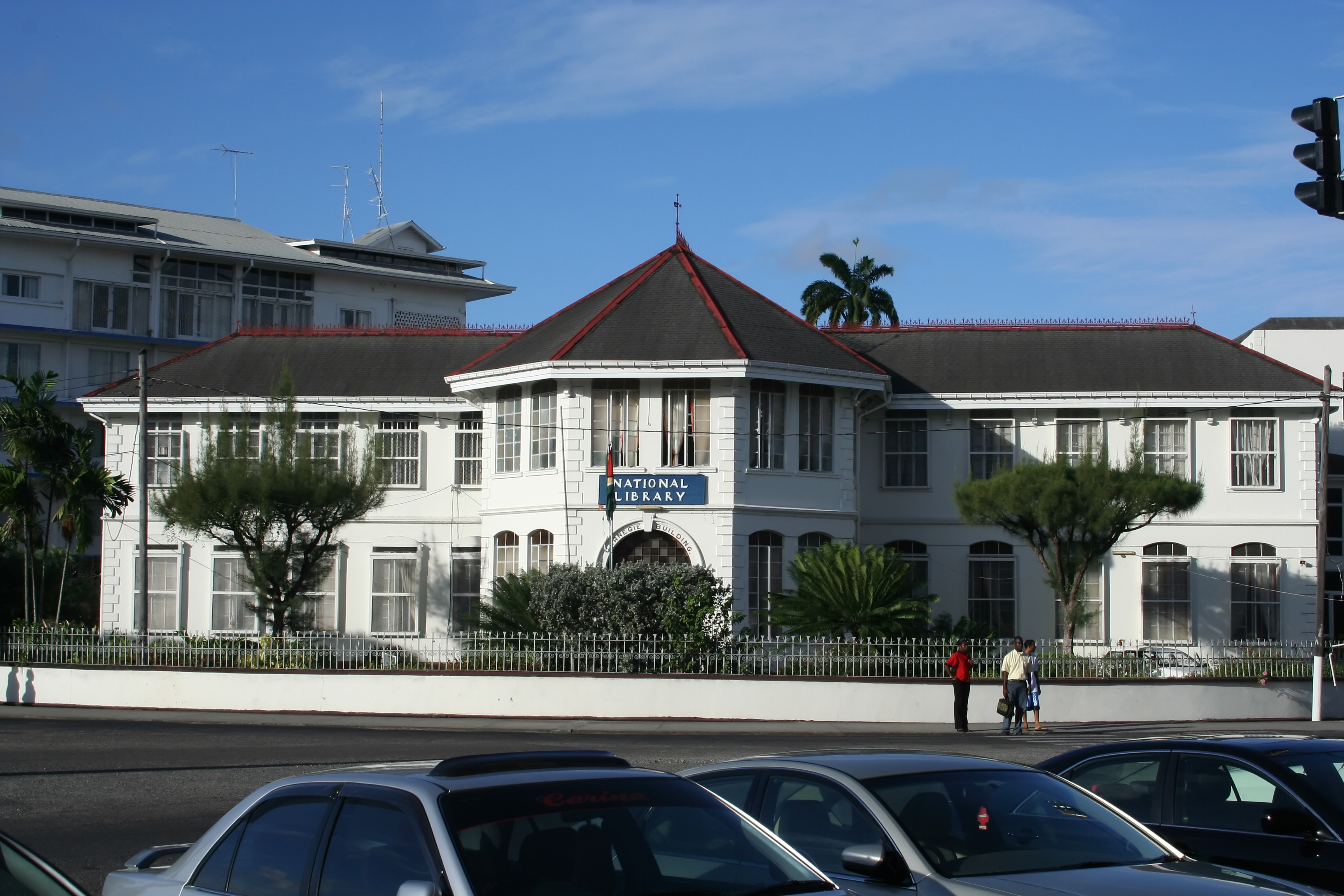
Biblioteca Nacional de Guyana

Aunque cada vez se reconoce más que la educación superior es esencial para el crecimiento personal y profesional, el acceso a la educación universitaria sigue siendo un reto para muchos estudiantes. Las restricciones económicas, unidas a las elevadas tasas de matrícula, crean barreras para las familias con bajos ingresos, limitando las oportunidades de los aspirantes a estudiantes.
La calidad de la enseñanza en Guyana varía según las instituciones. Algunas universidades tienen dificultades para cumplir las normas internacionales de acreditación, lo que puede afectar a la competitividad de los licenciados en el mercado laboral mundial. Son esenciales los esfuerzos para mejorar la pertinencia de los planes de estudio y aplicar metodologías de enseñanza modernas.
Una preocupación importante en Guyana es la emigración de licenciados cualificados en busca de mejores oportunidades en el extranjero. Este fenómeno, conocido como «fuga de cerebros», plantea un reto para el desarrollo nacional, ya que las personas con talento abandonan el país, agotando la mano de obra local.
A pesar de estos retos, existen varias oportunidades para mejorar la educación universitaria en Guyana:
El gobierno ha reconocido la importancia de la educación como motor de desarrollo y ha comprometido recursos para mejorar el acceso y la financiación de la educación superior. Las iniciativas dirigidas a becas, subvenciones e inversiones en infraestructuras educativas pueden mejorar las oportunidades de los estudiantes.
Los esfuerzos de colaboración con universidades internacionales, organizaciones no gubernamentales y organismos regionales pueden promover el intercambio de conocimientos, la investigación y los programas de intercambio. La creación de asociaciones sólidas puede facilitar el acceso a recursos y financiación.
Dada la creciente demanda de mano de obra cualificada en sectores como la agricultura, la minería y la tecnología de la información, existe la oportunidad de ampliar los programas de educación técnica y profesional. Reforzar la formación en estas áreas puede conducir a la creación de empleo y al crecimiento económico.
Fomentar la investigación y la innovación en las universidades de Guyana puede conducir a nuevas soluciones para los retos locales, especialmente en lo que respecta al desarrollo sostenible y la preservación del medio ambiente. Al fomentar una cultura de la investigación, las universidades pueden contribuir a los avances nacionales y atraer inversiones.

## Economía
| Exportaciones a   | Exportaciones a | Importaciones de  | Importaciones de |
| País              | Porcentaje      | País              | Porcentaje       |
| ----------------- | --------------- | ----------------- | ---------------- |
| Estados Unidos    | 26,2%           | Estados Unidos    | 25,4%            |
| Canadá            | 13%             | Portugal          | 15,6%            |
| Trinidad y Tobago | 9,45%           | Trinidad y Tobago | 10,4%            |
| Jamaica           | 6,04%           | China             | 10,4%            |
| EAU               | 6,01%           | Reino Unido       | 4,22%            |
| Otros             | 39.3 %          | Otros             | 34 %             |

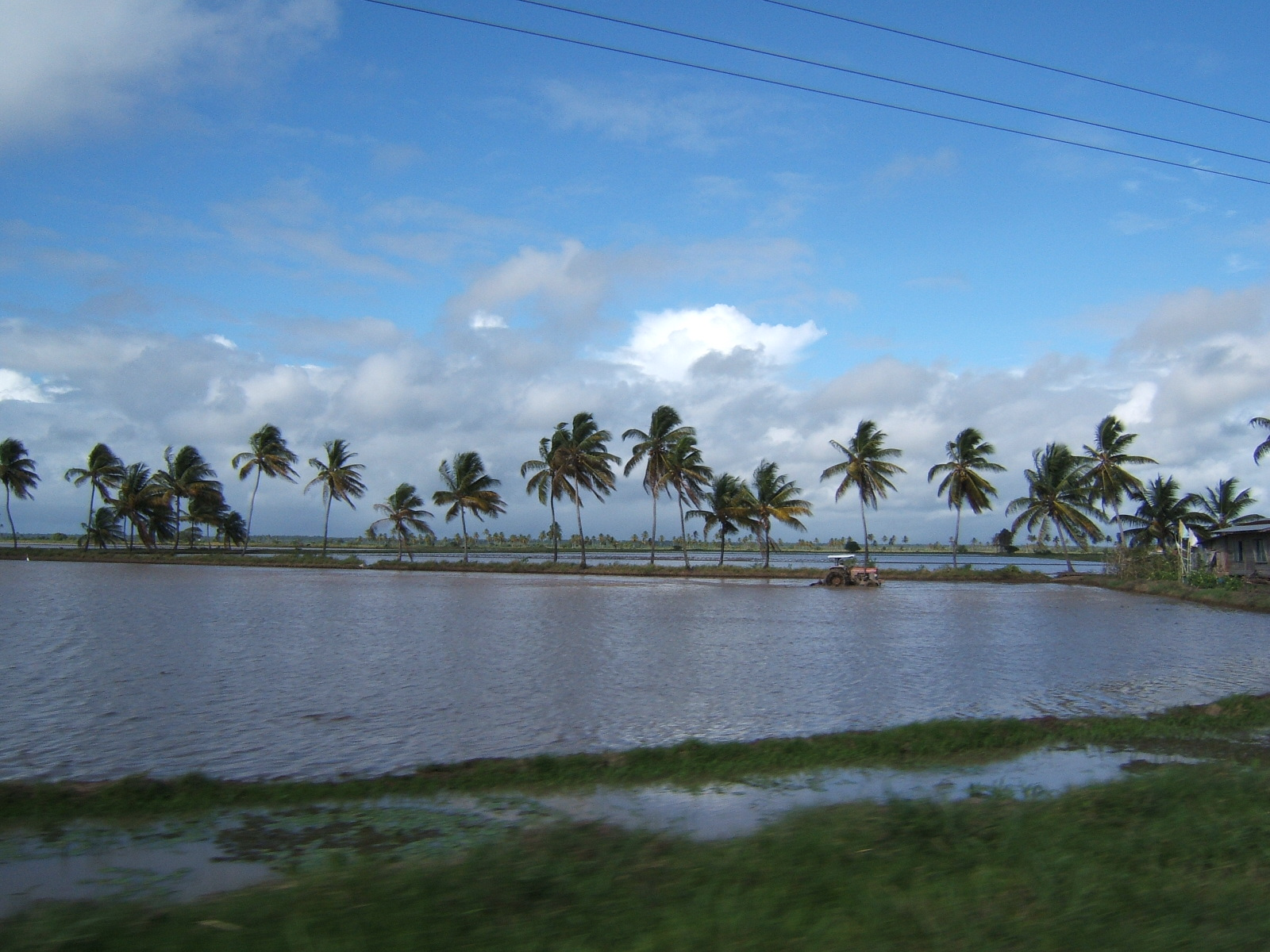
Tractor en un campo de arroz sobre la llanura costera guyanesa.

La principal actividad económica de Guyana es la agricultura, que ocupa la mayor parte de la población activa. En los pólderes del litoral se extienden los campos de arroz, otros cultivos alimentarios (hortalizas, tubérculos) y frutales (cítricos, coco).
Entre las principales exportaciones agrícolas conviene señalar el cacao, el café y, sobre todo, el azúcar. La actividad pesquera, favorecida por la plataforma continental, permite la venta al exterior de camarones. Aparte de la agricultura, la otra gran riqueza del país es la bauxita (industria del aluminio). Existen asimismo yacimientos de diamantes y oro, y notables reservas madereras. Han surgido algunas industrias de bienes de consumo, como la textil. 
Desde el descubrimiento de importantes reservas de petróleo crudo frente a la costa atlántica entre 2015 y 2016, ha tenido un gran impacto en el PIB de Guyana desde que comenzó la perforación en 2019. El PIB creció un 43 % durante el año de la pandemia de COVID-19 de 2020, y se prevé que continúe a un ritmo alto nivel en 2021 (estimado en 20%). Los sectores no petroleros se contrajeron como medidas de salud pública para controlar la propagación del virus; el crecimiento del PIB descansa en el sector petrolero para estos dos años.
También es fuente de ingreso para su economía la emisión de sellos postales destinados, principalmente, al coleccionismo filatélico.[cita requerida]
El sueldo mínimo de Guyana se ubica en 60 147 dólares guyaneses (284,93 dólares estadounidenses) luego de un ajuste en mayo de 2022.

## Infraestructura

### Transporte

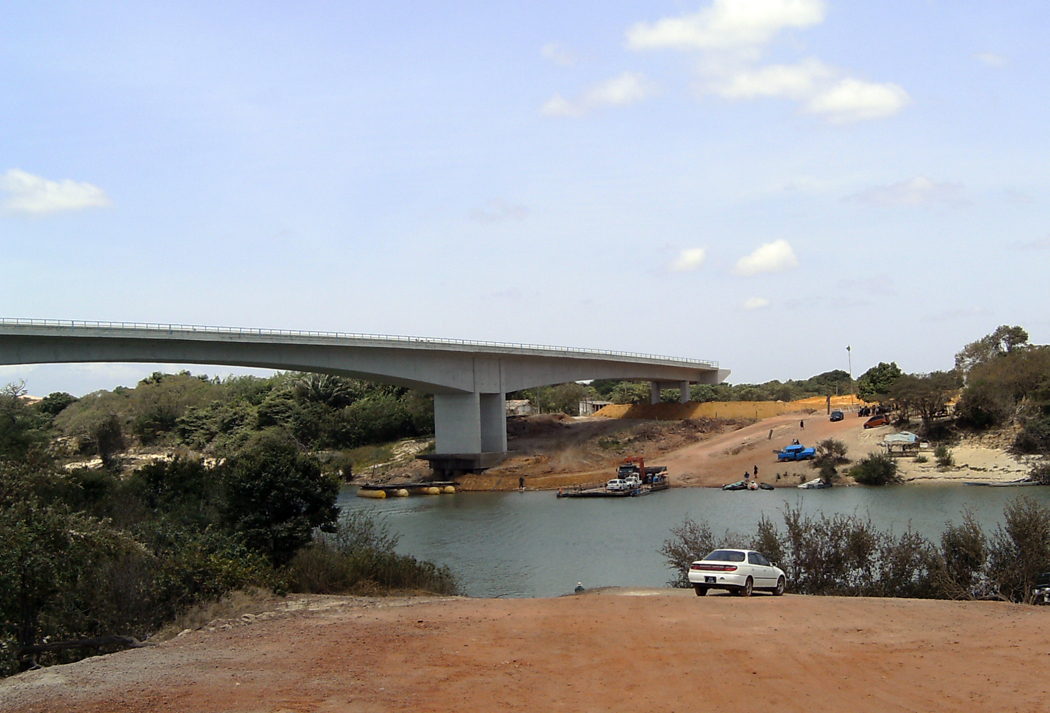
Puente transfronterizo de Guyana a Brasil cerca de Lethem

Hay un total de 187 km de líneas ferroviarias, todos dedicados al transporte de minerales (bauxita y manganeso). Hay 7970 km de carreteras, de los que 590 km están pavimentados y cuenta con el ferrocarril en Guyana.
Guyana, es llamada la tierra de los muchos ríos (Land of Many Rivers), por ende, la mejor y más tradicional manera de acceder al interior del país, son sus ríos. Las vías navegables incluyen 1077 km, incluidos los ríos Berbice, Demerara y Esequibo.
El mayor puerto marítimo del país es Georgetown, ubicado sobre el estuario del Demerara, un río navegable. Los principales puertos fluviales son Essequivo, Everton, Puerto Kaituma y Nueva Ámsterdam-Lindem.
El principal aeropuerto es el Aeropuerto Internacional Cheddi Jagan. Este posee vuelos comerciales regulares a Norteamérica, Reino Unido, Brasil, Surinam y hacia algunos Estados insulares del Caribe inglés y neerlandés. Existe un aeropuerto de nivel regional, el aeropuerto Ogle. Ambos se sitúan próximos a la capital del país. Sirve a este aeropuerto, Transguyana Airways, con vuelos nacionales y a Suriname.
Existen también alrededor de noventa aeródromos, nueve de los cuales tienen pistas de aterrizaje pavimentadas, pero muy pocos tienen vuelos comerciales regulares de transporte de pasajeros.

### Comunicaciones

#### Sistema telefónico
- Teléfonos: 110 100 líneas de teléfonos fijos (2005)
- Teléfonos móviles o celulares: 281 400 (2005)
- Nacional: por radio de microondas para la red de líneas de enlace, la teledensidad de línea fija es de unos 15 por cada 100 personas, muchas zonas siguen careciendo de servicio de telefonía fija; la teledensidad móvil celular alcanzó el 37 por 100 personas en 2005.
- Internacional: el código del país es el 592; dispersión troposférica a Trinidad; estaciones terrenas de satélite - 1 Intelsat (océano Atlántico).

#### Estaciones de radio
Según datos de 1998:
- AM: 3
- FM: 3
- de onda corta: 1

#### Estaciones de televisión
Según datos de 1997:
canales de Guyana:
- CNS channel 6: es un canal de televisión de entretenimiento general que emite programas variados de películas (Bollywood y Hollywood), programas de entrevistas, música y otros programas.
- NCNTV: es la televisión de titularidad estatal y Radiodifusión en Guyana.

#### Internet
- Código de internet del país: .gy
- Empresas de internet: 6218 (2008)
- Usuarios de internet 190 000 (2007)

## Cultura

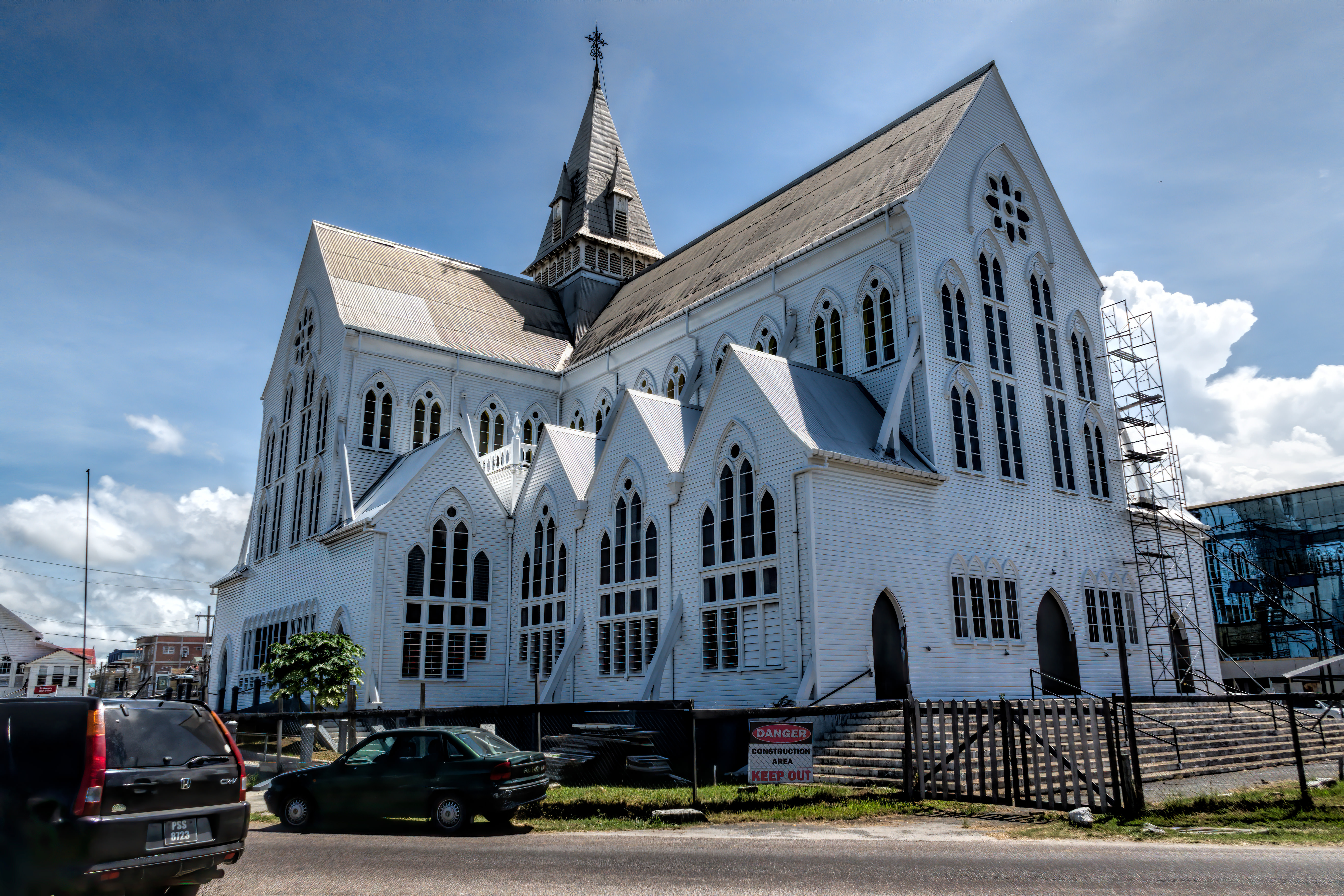
Catedral de San Jorge en Georgetown

Hasta su independencia, Guyana estaba más unida culturalmente a los Estados-islas del Caribe, como a Surinam y a la Guayana Francesa, que al resto de Sudamérica, en cuyo continente está totalmente inserto.
Guyana fue poblada por colonos procedentes del subcontinente indio (lo que ha hecho posible que en el país se hablen urdu, hindi y tamil), negros africanos y algunos europeos, sobre todo del Reino Unido, su antigua metrópoli. Estos variados grupos étnicos han permanecido bastante diferenciados y, hoy día, cada grupo tiene su propio estilo de vida y cultura, aunque los nexos de unión promovidos por los grupos nacionalistas tienden a su fusión.
Lentamente, una política regional creciente (UNASUR), la construcción de carreteras hacia Venezuela y Brasil, los flujos migratorios y la influencia insoslayable de Venezuela y Brasil provocan que Guyana se inserte más y más en la cultura sudamericana, dominada por los idiomas español y portugués.

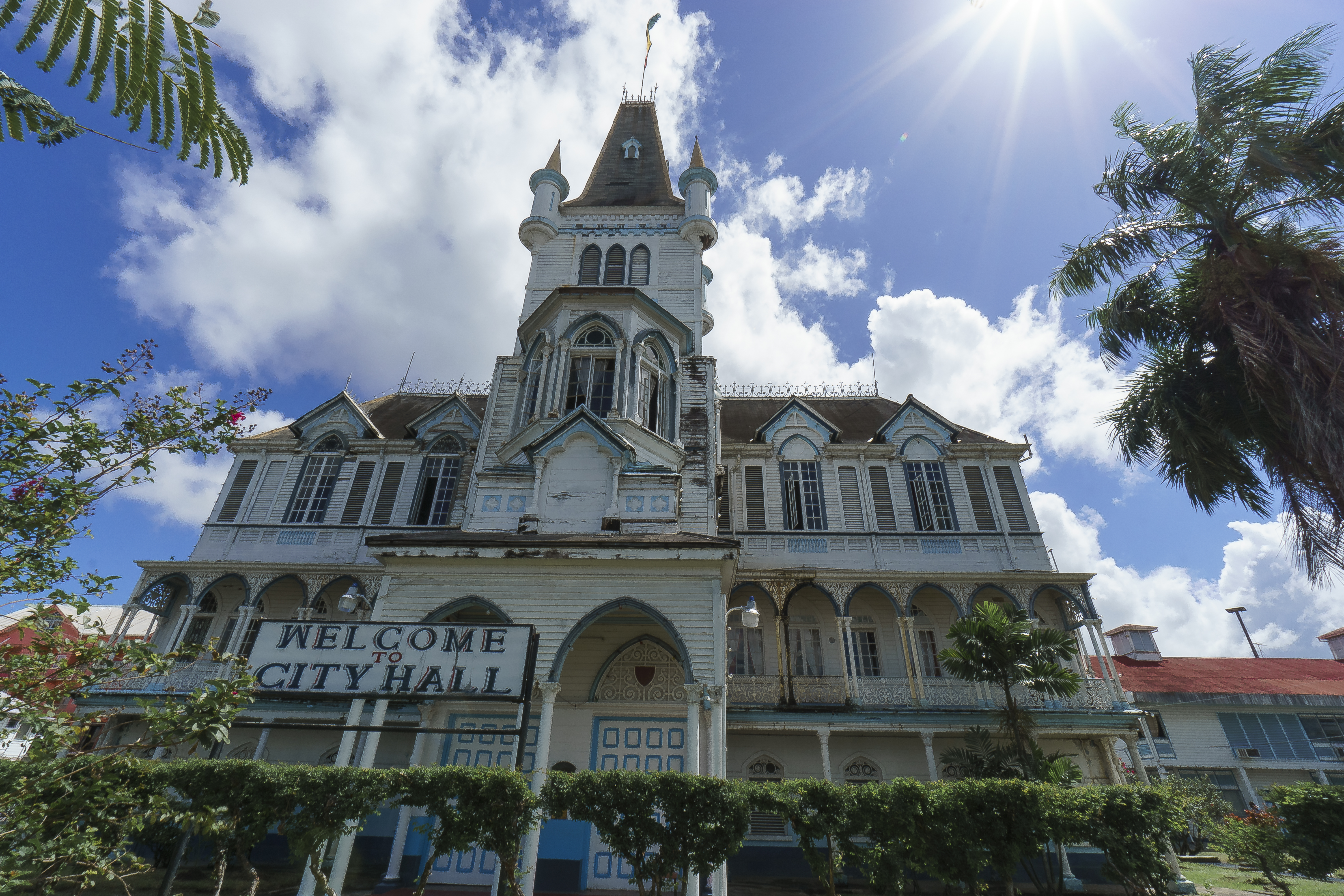
El Ayuntamiento o Alcaldía de Georgetown un ejemplo de arquitectura neogótica en el país

### Arquitectura
Su arquitectura refleja un mosaico de influencias de pueblos indígenas, europeos, africanos, indios orientales e inmigrantes chinos. Esta mezcla de culturas no sólo es evidente en las estructuras, sino que también narra la historia de una nación que evoluciona a través de periodos coloniales, cambios económicos y migraciones culturales.

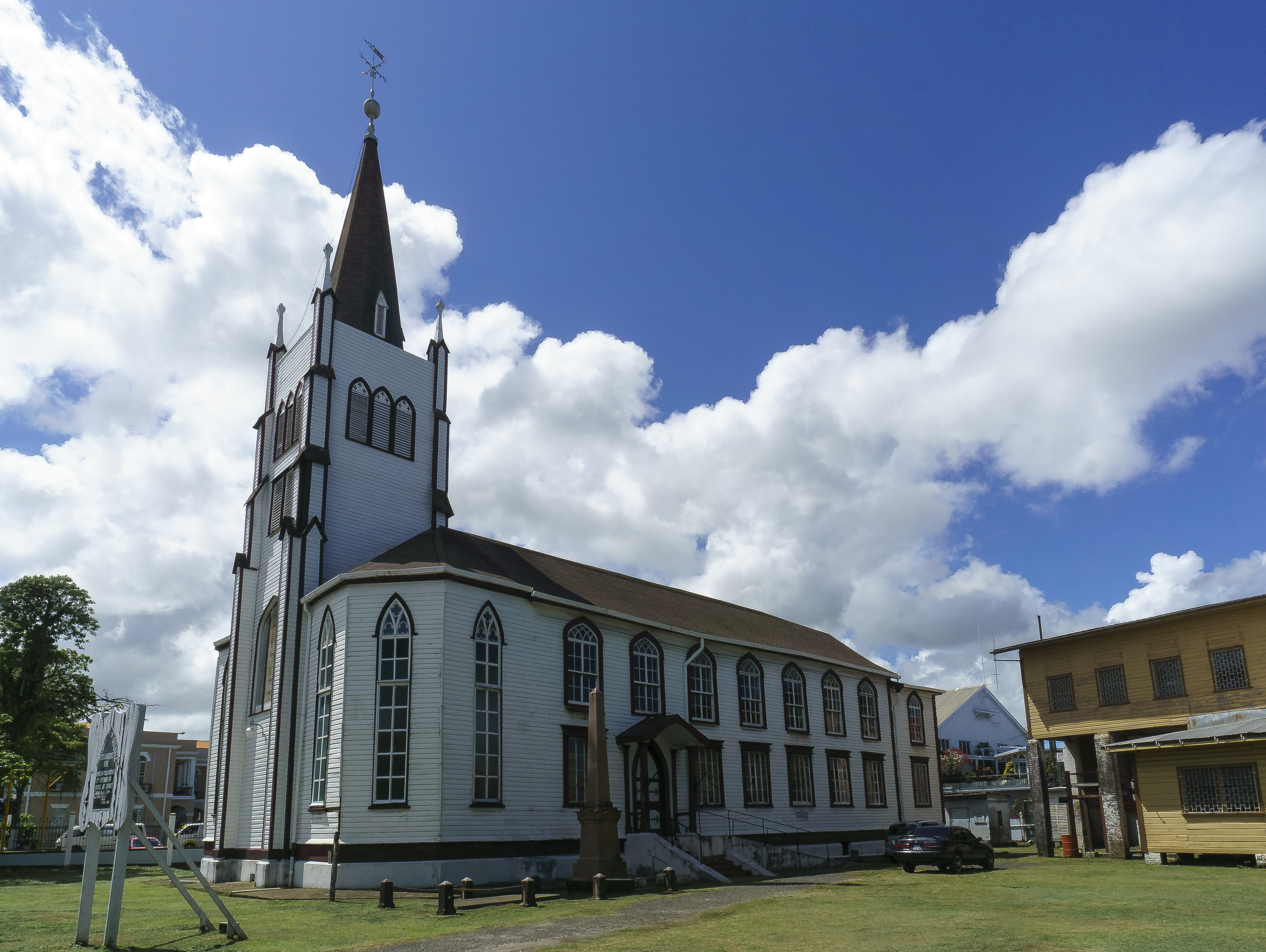
La iglesia de San Andrés (St. Andrew's Kirk)

El paisaje arquitectónico de Guyana empezó a tomar forma durante la época colonial, principalmente bajo la influencia de los colonos británicos y holandeses. La capital del país, Georgetown, exhibe una gran variedad de edificios coloniales de madera, muchos de ellos construidos con madera local. El estilo arquitectónico se caracteriza por grandes verandas, intrincados calados y techos altos diseñados para adaptarse al clima cálido y húmedo. Algunos ejemplos notables son la catedral de San Jorge, una de las iglesias de madera más altas del mundo, y el Ayuntamiento de estilo victoriano, que ilustran la elegancia y las aspiraciones de la época.
La arquitectura vernácula local de Guyana emplea a menudo materiales que reflejan la sostenibilidad medioambiental, utilizando madera y paja para la construcción. Las sencillas casas de madera elevadas, conocidas como «casas Demerara», están diseñadas para mitigar las inundaciones y proporcionar ventilación. Estas estructuras suelen tener techos altos y se levantan sobre pilotes, una adaptación al clima tropical del país y a las lluvias estacionales. El uso de colores vivos y estampados en estas casas también ilustra la vibrante cultura de la gente que vive en ellas.

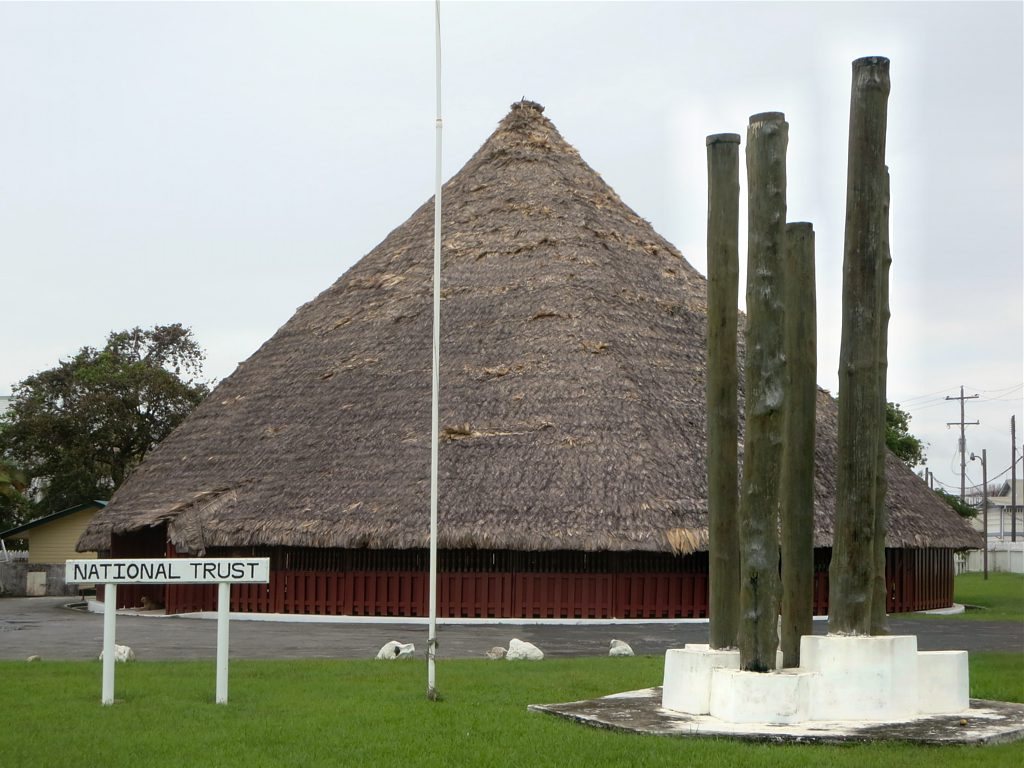
Umana Yana, Guyana construido a semejanza de las chozas indígenas

Tras obtener la independencia en 1966, Guyana experimentó un cambio en su narrativa arquitectónica, reflejo de su identidad y aspiraciones nacionales. El gobierno puso en marcha varios proyectos para modernizar las infraestructuras. El acero y el hormigón se impusieron en las nuevas construcciones, alejándose del tradicional estilo de madera. Por ejemplo, el Centro Cultural Nacional y el estadio Nacional de Guyana son ejemplos significativos de arquitectura moderna que encarnan las ambiciones de una nación recién independizada.
La arquitectura de Guyana también está profundamente marcada por sus pueblos indígenas. Las estructuras tradicionales, como el «benab», hecho tradicionalmente de paja de palma y madera, están profundamente arraigadas en las costumbres de las comunidades indígenas. Estas estructuras, utilizadas para reuniones comunales, son espaciosas y reflejan las estructuras sociales de estas comunidades. La integración de elementos arquitectónicos indígenas en los diseños contemporáneos se ha convertido en una tendencia, y algunos edificios modernos incorporan tejados de paja o motivos que rinden homenaje a la herencia indígena.

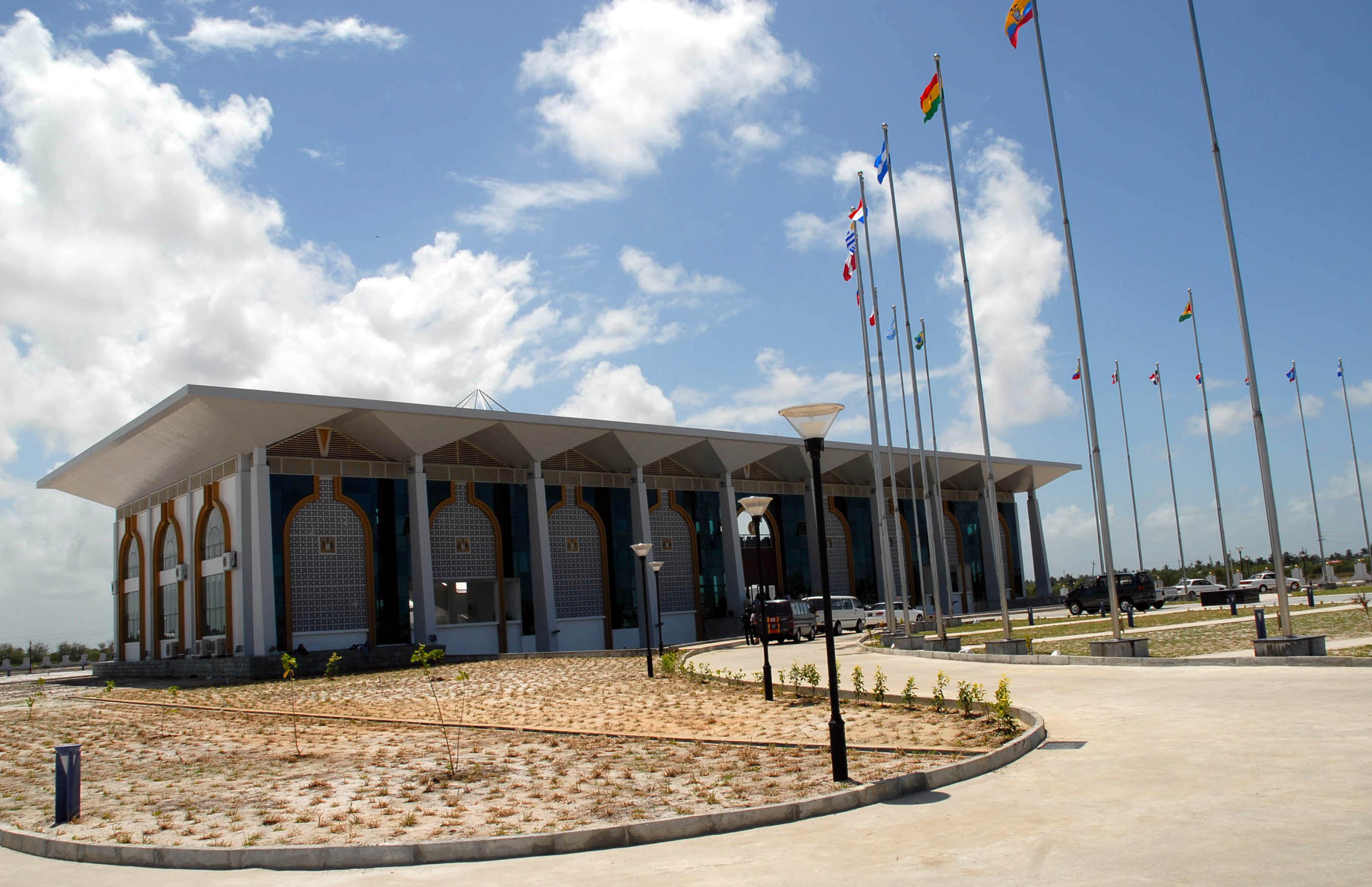
El Centro de Conferencias Arthur Chung fue terminado en 2006 con ayuda de China

Dada la rica biodiversidad y la riqueza ecológica de Guyana, las prácticas arquitectónicas recientes tienen cada vez más en cuenta el impacto medioambiental. La arquitectura está evolucionando para incluir prácticas de construcción ecológica, materiales sostenibles y diseños que armonizan con el entorno natural. Los proyectos destinados a la conservación y el ecoturismo reflejan un enfoque arquitectónico que respeta el paisaje y promueve la sostenibilidad, reconociendo el ecosistema vital que posee Guyana.
A medida que Guyana siga creciendo y desarrollándose, su arquitectura reflejará probablemente nuevas influencias y tendencias. El descubrimiento de grandes reservas de petróleo promete crecimiento económico y urbanización, lo que conlleva oportunidades y responsabilidades. Equilibrar la modernización con la preservación del patrimonio cultural y la conservación del medio ambiente será esencial para configurar el paisaje arquitectónico del futuro. Existe un intenso diálogo entre arquitectos, urbanistas y comunidades sobre cómo crear espacios que honren el pasado al tiempo que miran hacia un futuro sostenible e integrador.

### Música
Guyana es un crisol de culturas, y en ninguna parte es esta diversidad más palpable que en su música. Los sonidos de este país sudamericano reflejan su compleja historia, moldeada por los pueblos indígenas, los esclavos africanos, los colonizadores europeos, los trabajadores contratados de la India y diversos grupos de inmigrantes. Desde los ritmos folclóricos tradicionales hasta los géneros contemporáneos, la música de Guyana se caracteriza por su vitalidad, fusión e importancia cultural.

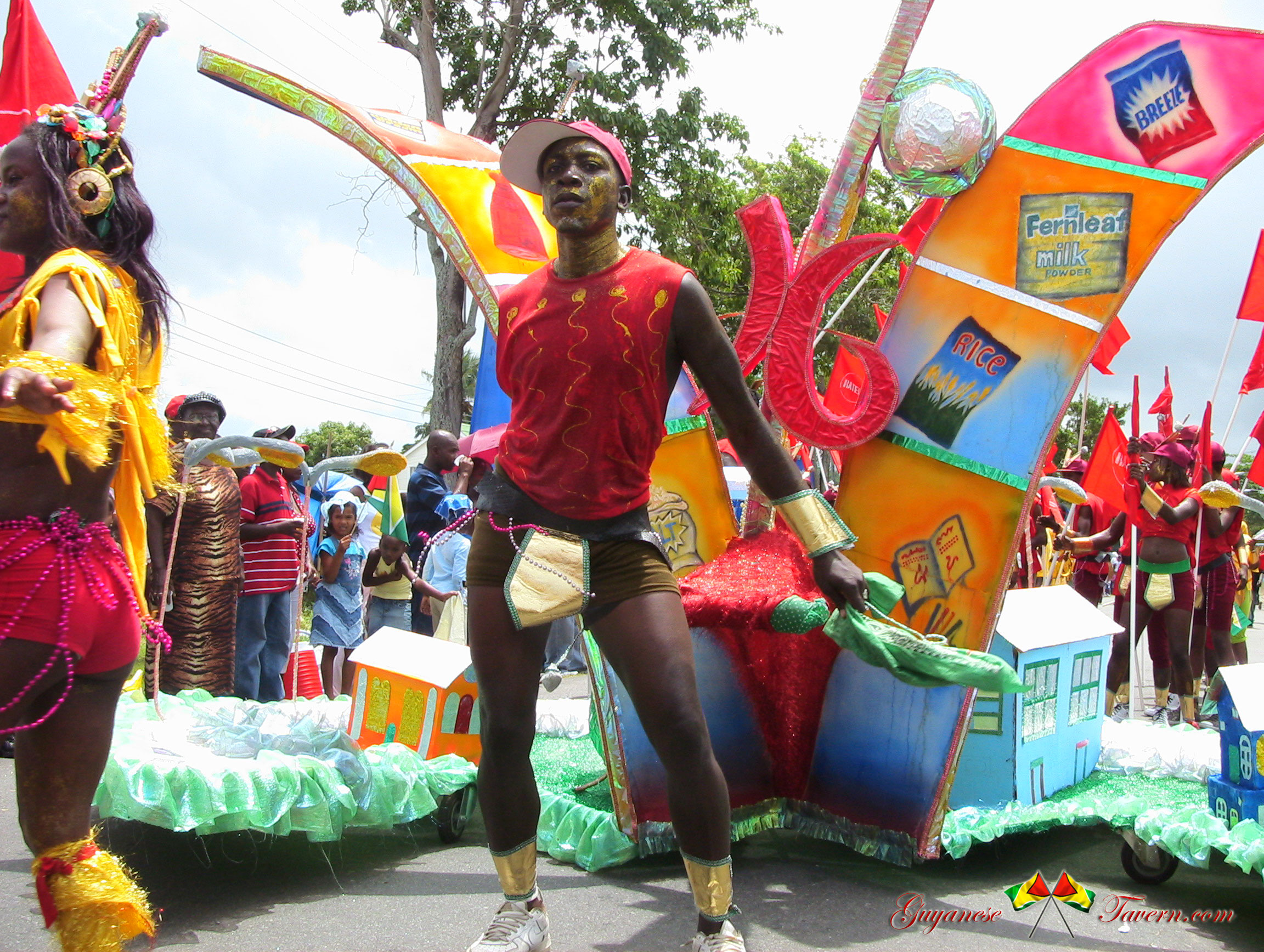
Festival Mashramani en Guyana

La música tradicional de Guyana abarca una variedad de géneros que ponen de relieve las raíces multiculturales del país. La música indígena se caracteriza por el uso de instrumentos tradicionales como maracas, flautas y tambores, a menudo acompañados de danzas y narraciones. Estas actuaciones suelen estar vinculadas a rituales o celebraciones comunales, y transmiten la historia y las creencias de las comunidades indígenas.
La influencia africana es igualmente profunda, y géneros como el calipso, la soca y el reggae encuentran su lugar en la música guyanesa. El calypso, originario de Trinidad, se ha convertido en una forma popular de expresión durante festivales y celebraciones. Su ritmo contagioso lo convierte en un elemento básico en acontecimientos nacionales como Mashramani, la celebración del Día de la República de Guyana, donde los coloridos desfiles y la animada música unen a las comunidades.
La llegada de trabajadores indios en el siglo XIX introdujo nuevas tradiciones musicales en Guyana. La música chutney, una fusión de sonidos indios y caribeños, se convirtió en un género importante, caracterizado por su ritmo alegre y sus melodías pegadizas. Cantada normalmente en inglés, hindi o una mezcla de ambos, la música chutney suele reflejar temas de amor, celebración y vida cotidiana, lo que la hace cercana a la población local.
La música tassa, otra aportación india, se caracteriza por los enérgicos tambores que acompañan las celebraciones tradicionales. Los tambores Tassa se tocan en diversos actos, desde bodas a festividades comunitarias, y se han convertido en elementos esenciales de las expresiones culturales guyanesas.
A medida que Guyana ha evolucionado, también lo ha hecho su panorama musical. Géneros contemporáneos como el reggae, el dancehall y el hip-hop han ganado adeptos, sobre todo entre los jóvenes. El icono del reggae Eddy Grant, nacido en Guyana, ha desempeñado un papel crucial a la hora de atraer la atención internacional hacia la música caribeña. Su fusión de rock, reggae y pop sentó las bases para muchos aspirantes a músicos.
También es notable la influencia del hip-hop en Guyana, donde los artistas locales incorporan cada vez más dialectos y temas guyaneses en sus letras. Esta mezcla de estilos tradicionales y contemporáneos ha dado lugar a un renacimiento cultural, mostrando el talento local y causando sensación en las escenas musicales regionales.
La música desempeña un papel integral en los festivales guyaneses, celebrando el patrimonio cultural y la unidad. El Mashramani, que marca el Día de la República de Guyana el 23 de febrero, es uno de los acontecimientos más significativos en los que la música ocupa un lugar central. El festival presenta desfiles con trajes vibrantes, bailes y una gran variedad de actuaciones, desde calipso a chutney, que atraen a locales y turistas por igual.
Otro acontecimiento notable es el Festival de Música de Guyana, que pone de relieve el talento local y atrae a artistas de diversos géneros. Estas plataformas fomentan la camaradería entre los músicos y favorecen la evolución de la música en el país.
La música de Guyana es un reflejo de su tejido multicultural, rico en historia y tradición. Sirve como vehículo para contar historias, como medio para celebrar la identidad y como medio a través del cual la gente se reúne para expresar alegría y resistencia.
A medida que el panorama musical sigue evolucionando, mezclando sonidos tradicionales con influencias contemporáneas, capta el latido de Guyana: una armonía de diversas culturas que resuena a través de los ritmos y melodías que definen a la nación. Ya sea a través de los melancólicos acordes de una melodía folclórica o del contagioso ritmo de una canción chutney, la música de Guyana narra la historia de sus gentes y sus experiencias compartidas.

### Literatura
La literatura guyanesa abarca obras que incluyen novelas, poesía, obras de teatro y otras escritas por personas nacidas o fuertemente afiliadas a Guyana. Antigua Guayana Británica, la lengua y el estilo británicos tienen un impacto duradero en los escritos de Guyana, que se realizan en lengua inglesa y utilizando el criollo guyanés. La emigración ha contribuido a la creación de un amplio corpus de obras que relatan la experiencia de la diáspora guyanesa.
La historia de Guyana se ha visto marcada en gran medida por la inmigración, y los escritos suelen abordar los temas de la esclavitud y la servidumbre, además de reflejar la cultura de los distintos grupos de inmigrantes. Uno de los primeros y más notables autores guyaneses fue Edgar Mittelholzer, autor de Corentyne Thunder (1941). Sus obras suelen tratar temas de relaciones interraciales, en particular la tensión entre guyaneses europeos y no europeos. La revista literaria Kyk-Over-Al, publicada en 1945 y dirigida por A. J. Seymour, recopilaba poesía y otras obras de Guyana y las Antillas. Uno de sus principales colaboradores, Martin Carter, está considerado el mayor poeta de Guyana. A mediados del siglo XX, la poesía sirvió como medio para expresar la identidad guyanesa, a la luz de la independencia del dominio colonial británico y la creación de un estilo propio del país.
El clima político de mediados del siglo XX, de actitudes anticoloniales y proletarias, fomentó el interés por el socialismo, y posteriormente se convirtió en un asunto sobre el que se escribía en el contexto guyanés. El Partido Progresista Popular adquirió y difundió literatura socialista, lo que llevó a la legislatura a aprobar una Ordenanza de Publicaciones Indeseables para prohibir tales libros. Activistas políticos de la época, como Eusi Kwayana, Cheddi y Janet Jagan, impartían clases informales entre los jornaleros de las fincas, ampliando la educación y la ideología política.
El historiador e intelectual Walter Rodney es conocido por su libro ''Cómo Europa subdesarrolló África'' (1972). Viajó y enseñó mucho, fue un defensor del panafricanismo y de los oprimidos. Rodney regresó a Guyana en 1974 y participó activamente en el movimiento de oposición, lo que condujo a su asesinato en 1980. Rodney formó parte del New World Group, un grupo de académicos guyaneses que publicó la revista New World Quarterly entre 1963 y 1972. New World Quarterly era un medio para que los académicos del Caribe examinaran el desarrollo, el socialismo y otras cuestiones regionales, pero también la «publicación original de poemas, reseñas y comentarios».
Durante su presidencia, Forbes Burnham promovió la literatura y el arte en Guyana, iniciando el Festival de las Artes del Caribe de 1972, que mostraba las artes procedentes del Caribe.
Michael Abbensetts fue un destacado dramaturgo de obras para el teatro y la televisión en el Reino Unido, entre cuyos trabajos se incluye la serie dramática Empire Road, que la BBC emitió de 1978 a 1979.
Los pueblos indígenas de Guyana no utilizaban el lenguaje escrito en su interacción con los primeros exploradores europeos, pero sus tradiciones orales y su cultura han sido documentadas en diversos grados desde entonces y siguen presentes en la literatura guyanesa contemporánea. Los relatos más antiguos tienden a delatar la naturaleza de la relación del autor con los amerindios, como los misioneros que reformulan la espiritualidad indígena para adaptarla a un contexto cristiano o las autoridades coloniales; sin embargo, los propios relatos tienen un gran valor histórico. W. H. Brett y Walter Roth escribieron mucho sobre sus experiencias con varias tribus amerindias a finales del siglo XIX y principios del XX.
Las lenguas indígenas han ido decayendo en favor del inglés (así como el criollo guyanés o el portugués), pero entre los esfuerzos por revitalizarlas se incluyen el establecimiento de una norma escrita y la compilación de diccionarios. El gobierno, la oficina de asuntos amerindios, la Universidad de Guyana y varias organizaciones no gubernamentales se han implicado en la conservación de las lenguas. La labor de los misioneros cristianos ha dado lugar a traducciones de la Biblia a varias lenguas amerindias.
Los descendientes de los indios contratados también han contribuido de forma importante a la literatura guyanesa, como Joseph Rahomon y Shana Yardan.

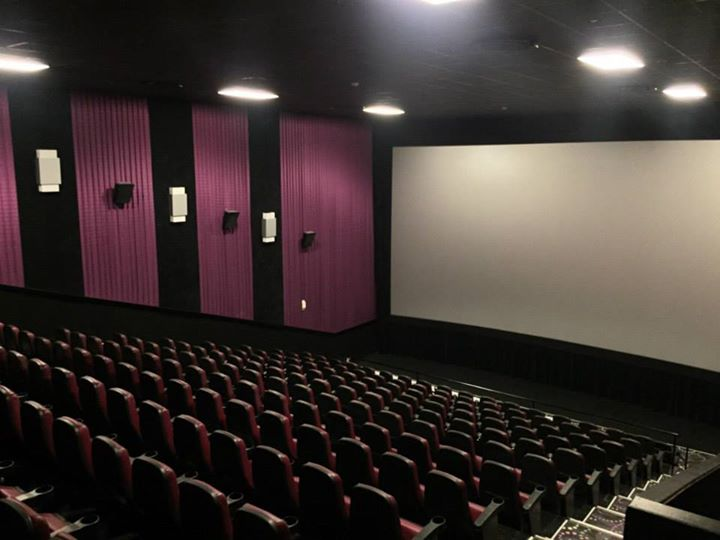
Una Sala de Cine en Guyana

### Cine
El cine de Guyana, al igual que su cultura, es un tapiz tejido a partir de la diversa historia del país, sus ricas tradiciones y sus influencias modernas. Aunque todavía no tenga el reconocimiento mundial de otras industrias cinematográficas, el cine guyanés se está haciendo un hueco, sin prisa pero sin pausa, mostrando el talento local, las historias y las experiencias únicas de sus gentes.
La andadura cinematográfica de Guyana comenzó a principios y mediados del siglo XX, durante la época de la colonización británica. La primera película conocida producida en Guyana data de la década de 1930, y se centraba principalmente en documentales y noticiarios sobre la vida y la cultura. Sin embargo, no fue hasta finales de los sesenta y los setenta cuando el cine dio un giro más significativo, ya que el país obtuvo la independencia en 1966.
La formación del Servicio Nacional de Guyana y el establecimiento de la Unidad Cinematográfica de Guyana en la década de 1970 tenían como objetivo promover el contenido local y preservar la cultura guyanesa en el cine. Esto permitió la producción de documentales comunitarios y películas educativas, cuyo objetivo era narrar las historias de la nación y su gente.
En las últimas décadas, el cine de Guyana ha experimentado un resurgimiento en cuanto a la producción de largometrajes. Un momento crucial en la historia cinematográfica del país se produjo con el estreno de «The Harder They Come» (1972), una película jamaiquina que inspiró a cineastas de todo el Caribe y la región, incluida Guyana. Inspirados por esta ola de cine caribeño, los cineastas locales empezaron a explorar narrativas que resonaban con las experiencias indígenas y las luchas contemporáneas.
Entre las películas más destacadas de finales del siglo XX y principios del XXI figuran «The Stolen River» (1994), que mostró la colaboración entre cineastas guyaneses y canadienses, y «Tales from the Emerald Isle» (2000), que retrató la experiencia indoguyanesa. Estas películas contribuyeron a aumentar el interés por la narración de historias en el contexto de la identidad guyanesa, abordando directamente cuestiones como la unidad en medio de la diversidad, la conservación del medio ambiente y los relatos históricos.
Hoy en día, está surgiendo en Guyana una nueva generación de entusiastas y profesionales del cine. Los jóvenes cineastas utilizan la tecnología moderna y las plataformas de los medios sociales para crear y distribuir sus obras, lo que da lugar a nuevos enfoques narrativos. Las producciones locales están ganando reconocimiento por sus auténticos retratos de la vida cotidiana, las prácticas culturales y los retos sociales.
El «Festival Internacional de Cine de Guyana», que se celebra anualmente, desempeña un papel importante en la promoción de cineastas locales e internacionales, proporcionando una plataforma para proyecciones, talleres y debates sobre diversos aspectos de la cinematografía. Este festival permite el florecimiento del talento local al tiempo que fomenta la colaboración con cineastas de todo el mundo.
En los últimos años, películas como «El sueño de Kerry» y «Demerara» han acaparado la atención, abordando temas relacionados con los derechos de los indígenas, la cultura y acontecimientos históricos como la rebelión de los esclavos de Demerara de 1823. Estas películas son un testimonio de la creciente ambición de los cineastas guyaneses por abordar cuestiones sociales a través de sus narraciones.
A pesar de su evolución, el cine de Guyana se enfrenta a varios retos. La financiación limitada, las infraestructuras inadecuadas y la falta de acceso a tecnología cinematográfica avanzada son obstáculos importantes para los aspirantes a cineastas. Además, la competencia de industrias cinematográficas más consolidadas en todo el mundo dificulta el reconocimiento general del cine guyanés.
Sin embargo, abundan las oportunidades para el crecimiento de las artes cinematográficas en Guyana. El creciente interés por las historias locales y el auge de las plataformas digitales ofrecen vías de distribución más allá de las fronteras del país. La colaboración con cineastas internacionales permite el intercambio de conocimientos y la mejora de las capacidades de producción, lo que enriquece aún más el arte cinematográfico.

## Deporte
Esta nación suramericana cuenta con una rica historia deportiva, influida por su pasado colonial y el crisol de grupos étnicos que coexisten dentro de sus fronteras. Del críquet al fútbol, del rugby al hockey sobre hierba, el panorama deportivo de Guyana es dinámico y polifacético.

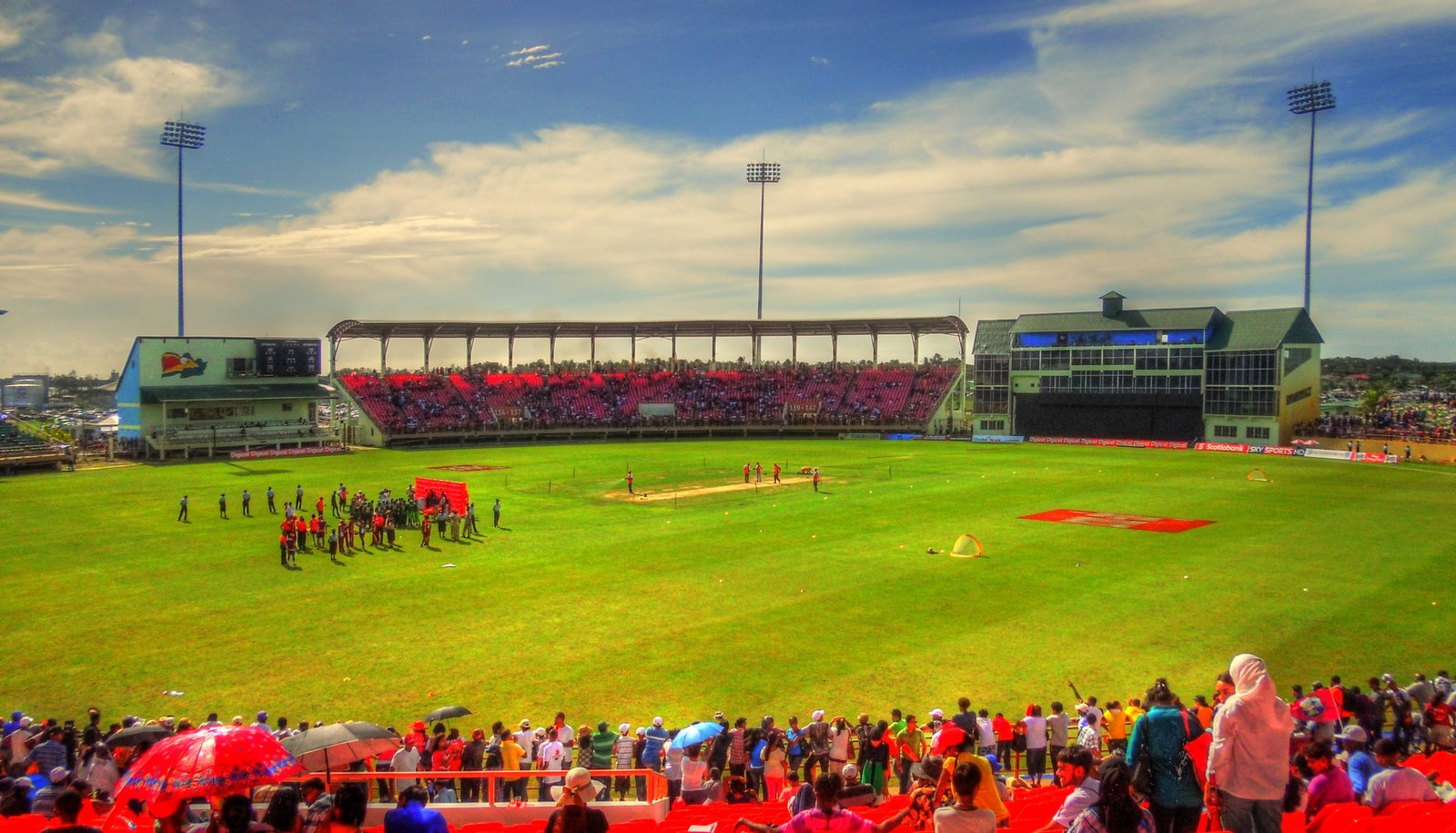
Un partido de críquet en el estadio Providence de Guyana

El críquet es sin duda el deporte más popular y culturalmente significativo de Guyana. Goza de un estatus casi religioso entre la población, especialmente en un país donde una parte sustancial de la población remonta sus orígenes a la época colonial británica. Se juega a varios niveles, desde los barrios locales hasta los estadios internacionales. Guyana ha dado varios jugadores de críquet distinguidos, como Shivnarine Chanderpaul y Ramnaresh Sarwan, que han contribuido significativamente al críquet de las Indias Occidentales.
La Guyana Cricket Board supervisa este deporte a escala nacional y organiza competiciones nacionales, como la Regional Four-Day Competition. En los últimos años, el auge del críquet Twenty20 también ha cobrado fuerza, con franquicias que participan en ligas como la Caribbean Premier League (CPL), aportando un nuevo nivel de emoción a este deporte, tanto para los jugadores como para los aficionados.
Aunque el críquet es el deporte rey, el fútbol es otro que ha ido ganando popularidad en Guyana. El país está muy vinculado a este deporte y ha creado una selección nacional de fútbol que compite en competiciones internacionales. La Federación de Fútbol de Guyana (GFF) es el organismo rector responsable de promover este deporte, organizar ligas y facilitar programas de desarrollo para jóvenes jugadores.

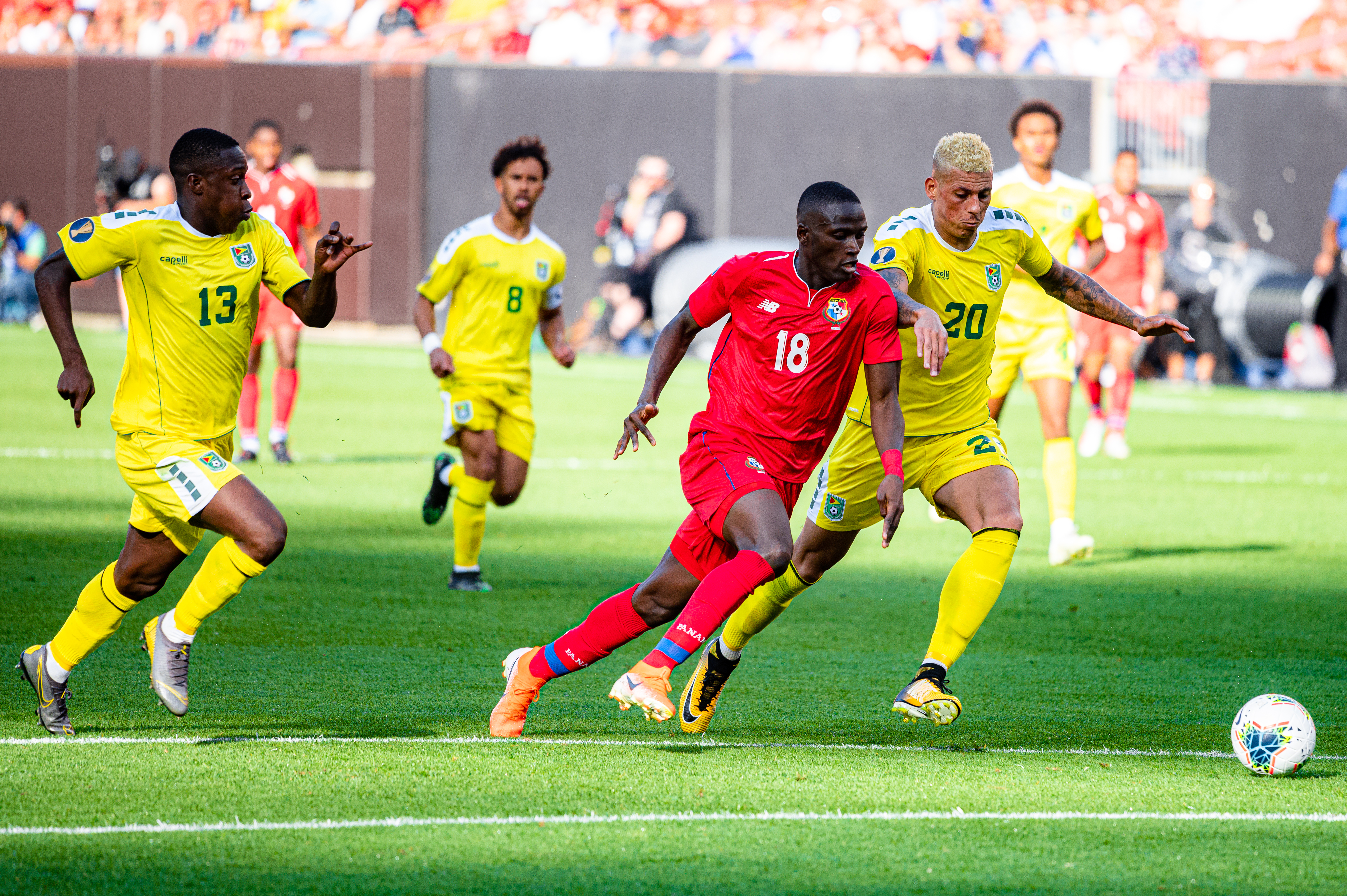
Un partido de la Copa de Oro de 2019 entre las selecciones de Guyana y Panamá

La historia futbolística del país incluye la participación en torneos regionales como la Copa del Caribe y la clasificación para la Copa Mundial de la FIFA. Un logro significativo se produjo en 2019, cuando el equipo nacional de Guyana, conocido como los Jaguares de Oro, se clasificó para la Copa de Oro de la CONCACAF, marcando un hito en su trayectoria futbolística.
El rugby es otro deporte que se ha hecho un hueco en Guyana, donde se practican competitivamente tanto el Rugby Union como el Rugby Sevens. La Guyana Rugby Football Union (GRFU) ha desempeñado un papel decisivo en la organización de torneos y en el desarrollo de este deporte a varios niveles. Los equipos nacionales han representado al país en competiciones regionales, mostrando su talento y competitividad en un deporte que ha ganado entusiasmo entre los jóvenes.
Entre los logros más notables cabe destacar las constantes actuaciones en los Campeonatos del Caribe y la participación en las competiciones de Rugby Americas North (RAN). Con el crecimiento de los programas de rugby en escuelas y comunidades, se espera que este deporte atraiga aún más jugadores y seguidores en los próximos años.

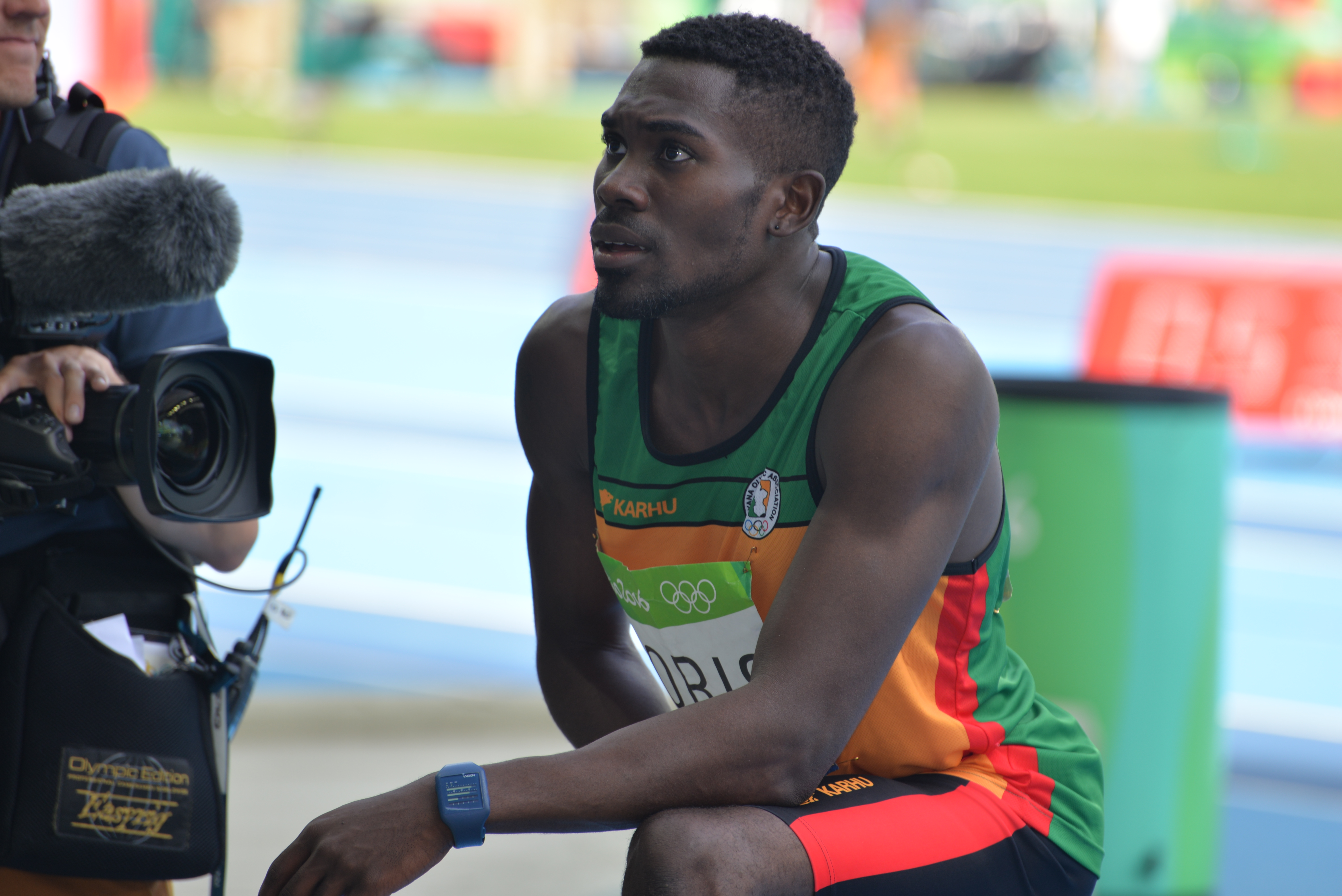
Troy Doris ganó el oro en los Juegos de la Commonwealth de 2018 en triple salto.

El hockey sobre hierba tiene sus raíces profundamente arraigadas en la cultura deportiva de Guyana, especialmente entre la comunidad indoguyanesa. La Guyana Hockey Board fomenta el desarrollo de este deporte, organizando ligas y competiciones para distintos grupos de edad. El equipo nacional ha logrado éxitos regionales, compitiendo regularmente en torneos como las Copas Panamericanas y los Campeonatos del Caribe.
Guyana ha producido jugadores de talento que han representado al país en escenarios internacionales, ganándose el respeto y el reconocimiento por sus habilidades y su duro trabajo.